# Seznam dílů seriálu Ordinace v růžové zahradě 2 (TV Nova)
Toto je seznam dílů seriálu Ordinace v růžové zahradě 2 vysílaných na TV Nova. Český televizní seriál z chirurgického a gynekologického prostředí Ordinace v růžové zahradě 2 vysílá TV Nova od roku 2005, zpočátku pod názvem Ordinace v růžové zahradě, od roku 2008 jako Ordinace v růžové zahradě 2. Liché díly byly vysílány v úterý, sudé ve čtvrtek. Od srpna 2020 byly každý čtvrtek vysílány dva díly za sebou. Od ledna 2021 byl vysílán pouze jeden díl ve čtvrtek. Od září 2021 byla Ordinace přesunuta na placený videoportál Voyo, který se v březnu 2025 stal součástí platformy Oneplay.

## Přehled řad
| Řada                                         | Díly                      | Premiéra                  | Premiéra                  |
| Řada                                         | Díly                      | První díl                 | Poslední díl              |
| Ordinace v růžové zahradě                    | Ordinace v růžové zahradě | Ordinace v růžové zahradě | Ordinace v růžové zahradě |
| -------------------------------------------- | ------------------------- | ------------------------- | ------------------------- |
| 1                                            | 86                        | 6. září 2005              | 29. června 2006           |
| 2                                            | 72                        | 24. srpna 2006            | 27. června 2007           |
| 3                                            | 37                        | 28. srpna 2007            | 10. ledna 2008            |
| Ordinace v růžové zahradě 2 (TV Nova)        |                           |                           |                           |
| 3                                            | 44                        | 15. ledna 2008            | 12. června 2008           |
| 4                                            | 79                        | 2. září 2008              | 25. června 2009           |
| 5                                            | 81                        | 25. srpna 2009            | 24. června 2010           |
| 6                                            | 72                        | 24. srpna 2010            | 16. června 2011           |
| 7                                            | 74                        | 30. srpna 2011            | 21. června 2012           |
| 8                                            | 76                        | 28. srpna 2012            | 20. června 2013           |
| 9                                            | 80                        | 27. srpna 2013            | 19. června 2014           |
| 10                                           | 80                        | 26. srpna 2014            | 18. června 2015           |
| 11                                           | 80                        | 25. srpna 2015            | 16. června 2016           |
| 12                                           | 80                        | 30. srpna 2016            | 15. června 2017           |
| 13                                           | 80                        | 22. srpna 2017            | 14. června 2018           |
| 14                                           | 80                        | 28. srpna 2018            | 13. června 2019           |
| 15                                           | 62                        | 27. srpna 2019            | 9. dubna 2020             |
| 16                                           | 57                        | 27. srpna 2020            | 10. června 2021           |
| Ordinace v růžové zahradě 2 (Voyo a Oneplay) |                           |                           |                           |
| 17                                           | 20                        | 2. září 2021              | 27. ledna 2022            |
| 18                                           | 26                        | 3. února 2022             | 28. července 2022         |
| 19                                           | 16                        | 4. srpna 2022             | 17. listopadu 2022        |
| 20                                           | 22                        | 19. ledna 2023            | 20. června 2023           |
| 21                                           | 24                        | 26. června 2023           | 4. prosince 2023          |
| 22                                           | 22                        | 15. ledna 2024            | 10. června 2024           |
| 23                                           | 24                        | 24. června 2024           | 2. prosince 2024          |
| 24                                           | 22                        | 6. ledna 2025             | 2. června 2025            |
| 25                                           | 24                        | 23. června 2025           | 1. prosince 2025          |

## Seznam dílů
- Seznam dílů seriálu Ordinace v růžové zahradě (2005–2008)
- Seznam dílů seriálu Ordinace v růžové zahradě 2 (Voyo a Oneplay) (od 2021)

### Třetí řada (2008)
Od poloviny třetí řady se seriál přejmenoval na Ordinace v růžové zahradě 2 a číslování započalo opět od čísla 1.
| Č. v seriálu | Č. v řadě | Název                            | Režie        | Scénář                                                  | Datum premiéry  | Sledovanost (v mil. diváků) |
| ------------ | --------- | -------------------------------- | ------------ | ------------------------------------------------------- | --------------- | --------------------------- |
| 1            | 1         | Muž mého života                  | Marian Kleis | námět: Jan Coufal a Barbara Bulvová scénář: Leoš Karaks | 15. ledna 2008  | 1,994                       |
| 2            | 2         | Srdeční záležitost               | Marian Kleis | Barbara Bulvová a Alexandra Vokurková                   | 17. ledna 2008  | 2,187                       |
| 3            | 3         | To není fér                      | Marian Kleis | Barbara Bulvová                                         | 22. ledna 2008  | 2,067                       |
| 4            | 4         | Budu tě nosit na rukou           | Marian Kleis | Barbara Bulvová a Barbara Pečová                        | 24. ledna 2008  | 1,931                       |
| 5            | 5         | Znamenáš pro mě moc              | Jan Pecha    | Barbara Bulvová a Lucie Máčiková                        | 29. ledna 2008  | 2,000                       |
| 6            | 6         | Dítě na zkoušku                  | Jan Pecha    | Leoš Karaks                                             | 31. ledna 2008  | 2,024                       |
| 7            | 7         | Doktore! Kde jsi?                | Jan Pecha    | Hana Cielová a Lucie Stropnická                         | 5. února 2008   | 1,925                       |
| 8            | 8         | Jste ženatý?                     | Jan Pecha    | Barbara Bulvová                                         | 7. února 2008   | 2,028                       |
| 9            | 9         | Nic se nestalo                   | Jiří Věrčák  | Hana Cielová                                            | 12. února 2008  | 1,963                       |
| 10           | 10        | Potíže doma                      | Jiří Věrčák  | Leoš Karaks                                             | 14. února 2008  | 1,978                       |
| 11           | 11        | Co když se to nezahojí?          | Jiří Věrčák  | Hana Cielová                                            | 19. února 2008  | 1,923                       |
| 12           | 12        | Generální úklid                  | Jiří Věrčák  | Jan Coufal                                              | 21. února 2008  | 1,992                       |
| 13           | 13        | Silnější než magnet              | Marian Kleis | Lucie Stropnická a Jan Coufal                           | 26. února 2008  | 2,010                       |
| 14           | 14        | Bez Elvíry neodejdu              | Marian Kleis | Leoš Karaks                                             | 28. února 2008  | 1,935                       |
| 15           | 15        | Chceš udělit lekci?              | Marian Kleis | Barbara Bulvová a Leoš Karaks                           | 4. března 2008  | 1,984                       |
| 16           | 16        | Nemůžu bez tebe být              | Marian Kleis | Leoš Karaks                                             | 6. března 2008  | 1,991                       |
| 17           | 17        | Přímo na solar                   | Moris Issa   | Jan Coufal                                              | 11. března 2008 | 2,059                       |
| 18           | 18        | Zvládneme i horší věci!          | Moris Issa   | Hana Cielová a Barbara Bulvová                          | 13. března 2008 | 2,039                       |
| 19           | 19        | Přijeď rychle                    | Moris Issa   | Leoš Karaks                                             | 18. března 2008 | 1,988                       |
| 20           | 20        | Zahradník má potíže              | Moris Issa   | Leoš Karaks a Barbara Bulvová                           | 20. března 2008 | 1,957                       |
| 21           | 21        | Nevyznám se v tobě               | Jiří Věrčák  | Jan Coufal                                              | 25. března 2008 | 1,926                       |
| 22           | 22        | Blondýna na sále                 | Jiří Věrčák  | Barbara Bulvová                                         | 27. března 2008 | 2,015                       |
| 23           | 23        | Ženatí nesmějí na kafe?          | Jiří Věrčák  | Hana Cielová                                            | 1. dubna 2008   |                             |
| 24           | 24        | Na tenkém ledě                   | Jiří Věrčák  | Barbara Bulvová                                         | 3. dubna 2008   |                             |
| 25           | 25        | Z kobry kotě neuděláš            | Jan Pecha    | Hana Cielová                                            | 8. dubna 2008   |                             |
| 26           | 26        | Kytek není nikdy dost            | Jan Pecha    | Barbara Bulvová                                         | 10. dubna 2008  | 2,050                       |
| 27           | 27        | Jsme sami                        | Jan Pecha    | Leoš Karaks a Jan Coufal                                | 15. dubna 2008  | 2,0                         |
| 28           | 28        | Případ, na který nestačí         | Jan Pecha    | Jan Coufal                                              | 17. dubna 2008  | 2,0                         |
| 29           | 29        | Nikdo mě nemá rád                | Moris Issa   | Leoš Karaks                                             | 22. dubna 2008  | 2,0                         |
| 30           | 30        | Dovolíš mi odejít?               | Moris Issa   | Ivo Pelant a Eva Pelantová                              | 24. dubna 2008  | 2,0                         |
| 31           | 31        | Další Valšík na scéně            | Moris Issa   | Jan Coufal                                              | 29. dubna 2008  | 1,9                         |
| 32           | 32        | Nepřestal jsem tě milovat        | Moris Issa   | Barbara Bulvová                                         | 1. května 2008  | 2,0                         |
| 33           | 33        | Už ti nikdy nebudu lhát          | Jiří Věrčák  | Ivo Pelant, Eva Pelantová a Leoš Karaks                 | 6. května 2008  | 1,943                       |
| 34           | 34        | Květinová překvapení             | Jiří Věrčák  | Jan Coufal                                              | 8. května 2008  | 1,815                       |
| 35           | 35        | Útěk do Mexika                   | Jiří Věrčák  | Leoš Karaks                                             | 13. května 2008 | 1,977                       |
| 36           | 36        | Pardon, že máme city             | Jiří Věrčák  | Barbara Bulvová                                         | 15. května 2008 | 1,969                       |
| 37           | 37        | Záchranný airbag                 | Jan Pecha    | Jan Coufal                                              | 20. května 2008 | 2,003                       |
| 38           | 38        | S dětmi je kříž                  | Jan Pecha    | Leoš Karaks                                             | 22. května 2008 | 1,994                       |
| 39           | 39        | Zlý sen                          | Jan Pecha    | Hana Cielová                                            | 27. května 2008 | 1,800                       |
| 40           | 40        | Budu zase tančit?                | Jan Pecha    | Jan Coufal                                              | 29. května 2008 | 1,926                       |
| 41           | 41        | Toho budeš litovat               | Moris Issa   | Ivo Pelant a Eva Pelantová                              | 3. června 2008  | 2,029                       |
| 42           | 42        | Zoufalé ženy dělají zoufalé věci | Moris Issa   | Leoš Karaks                                             | 5. června 2008  | 1,943                       |
| 43           | 43        | Za vším hledej ženu              | Moris Issa   | Hana Cielová                                            | 10. června 2008 | 2,159                       |
| 44           | 44        | Proč být na světě rád            | Moris Issa   | Jan Coufal                                              | 12. června 2008 | 2,309                       |

### Čtvrtá řada (2008–2009)
| Č. v seriálu | Č. v řadě | Název                              | Režie          | Scénář                                 | Datum premiéry     |
| ------------ | --------- | ---------------------------------- | -------------- | -------------------------------------- | ------------------ |
| 45           | 1         | Otvíráme!                          | Jiří Věrčák    | Ivo Pelant a Eva Pelantová             | 2. září 2008       |
| 46           | 2         | Nikomu to neříkej!                 | Jiří Věrčák    | Barbara Bulvová                        | 4. září 2008       |
| 47           | 3         | Sylvě jde o život                  | Jiří Věrčák    | Leoš Karaks                            | 9. září 2008       |
| 48           | 4         | Bufet nám neberte!                 | Jiří Věrčák    | Jan Coufal                             | 11. září 2008      |
| 49           | 5         | Už to nebudu tajit                 | Jan Pecha      | Ivo Pelant a Eva Pelantová             | 16. září 2008      |
| 50           | 6         | Rozvod po italsku                  | Jan Pecha      | Leoš Karaks                            | 18. září 2008      |
| 51           | 7         | Chci pryč!                         | Jan Pecha      | Jan Coufal                             | 23. září 2008      |
| 52           | 8         | Musíte to přežít oba               | Jan Pecha      | Hana Cielová                           | 25. září 2008      |
| 53           | 9         | Mami!                              | Moris Issa     | Jan Coufal                             | 30. září 2008      |
| 54           | 10        | Pomluvu nezabiješ                  | Moris Issa     | Leoš Karaks                            | 2. října 2008      |
| 55           | 11        | Nejste náhodou inkvizitor?         | Moris Issa     | Hana Cielová a Barbara Bulvová         | 7. října 2008      |
| 56           | 12        | Díky za všechno!                   | Moris Issa     | Jan Coufal                             | 9. října 2008      |
| 57           | 13        | Zvládnu to sám!                    | Jan Pecha      | Sabina Bočanová a Jan Coufal           | 14. října 2008     |
| 58           | 14        | Někdo musí být první               | Jan Pecha      | Ivo Pelant a Eva Pelantová             | 16. října 2008     |
| 59           | 15        | Tisíc očí                          | Jan Pecha      | Barbara Bulvová                        | 21. října 2008     |
| 60           | 16        | Hon na veverku                     | Jan Pecha      | Leoš Karaks                            | 23. října 2008     |
| 61           | 17        | Mám strach                         | Marián Kleis   | Jan Coufal                             | 28. října 2008     |
| 62           | 18        | Tohle nemůžeme!                    | Marián Kleis   | Jan Coufal                             | 30. října 2008     |
| 63           | 19        | Běž pryč!                          | Marián Kleis   | Jan Coufal a Leoš Karaks               | 4. listopadu 2008  |
| 64           | 20        | Drž mě za ruku                     | Marián Kleis   | Barbara Bulvová                        | 6. listopadu 2008  |
| 65           | 21        | Hůř už být nemůže                  | Moris Issa     | Ivo Pelant, Eva Pelantová a Jan Coufal | 11. listopadu 2008 |
| 66           | 22        | Raději se nevracej!                | Moris Issa     | Hana Cielová                           | 13. listopadu 2008 |
| 67           | 23        | Nikdy se tě nevzdám                | Moris Issa     | Leoš Karaks                            | 18. listopadu 2008 |
| 68           | 24        | Kamínek z potoka                   | Moris Issa     | Barbara Bulvová                        | 20. listopadu 2008 |
| 69           | 25        | Děkuji Bohu                        | Moris Issa     | Ivo Pelant a Eva Pelantová             | 25. listopadu 2008 |
| 70           | 26        | Nechci jít domů                    | Moris Issa     | Jan Coufal                             | 27. listopadu 2008 |
| 71           | 27        | Kam patřím?                        | Moris Issa     | Barbara Bulvová                        | 2. prosince 2008   |
| 72           | 28        | Jako Romeo a Julie                 | Moris Issa     | Leoš Karaks                            | 4. prosince 2008   |
| 73           | 29        | Rytíři nevymřeli                   | Moris Issa     | Hana Cielová                           | 9. prosince 2008   |
| 74           | 30        | Pomocná ruka                       | Moris Issa     | Leoš Karaks, Ivo Pelant a Jan Coufal   | 11. prosince 2008  |
| 75           | 31        | Boj o dech                         | Moris Issa     | Ivo Pelant a Eva Pelantová             | 16. prosince 2008  |
| 76           | 32        | Nejhezčí den                       | Moris Issa     | Jan Coufal                             | 18. prosince 2008  |
| 77           | 33        | Manžel se vrátil                   | Jan Pecha      | Barbara Bulvová                        | 15. ledna 2009     |
| 78           | 34        | Nevolejte tátovi                   | Jan Pecha      | Leoš Karaks                            | 20. ledna 2009     |
| 79           | 35        | Minové pole                        | Jan Pecha      | Jan Coufal                             | 22. ledna 2009     |
| 80           | 36        | S ní nikdy!                        | Jan Pecha      | Ivo Pelant a Eva Pelantová             | 27. ledna 2009     |
| 81           | 37        | Trest ze studny                    | Marian Kleis   | Barbara Bulvová                        | 29. ledna 2009     |
| 82           | 38        | Posila                             | Marian Kleis   | Jan Coufal                             | 3. února 2009      |
| 83           | 39        | Tak rychle?                        | Marian Kleis   | Hana Cielová                           | 5. února 2009      |
| 84           | 40        | Pokoj č. 3                         | Marian Kleis   | Ivo Pelant                             | 10. února 2009     |
| 85           | 41        | Krásná pohádka                     | Moris Issa     | Jan Coufal                             | 12. února 2009     |
| 86           | 42        | Bolí to                            | Moris Issa     | Leoš Karaks                            | 17. února 2009     |
| 87           | 43        | Odpusť mi                          | Moris Issa     | Hana Cielová                           | 19. února 2009     |
| 88           | 44        | Není to peklo                      | Moris Issa     | Barbara Bulvová                        | 24. února 2009     |
| 89           | 45        | Mayday                             | Jan Pecha      | Kateřina Krobová                       | 26. února 2009     |
| 90           | 46        | Nemám nikoho jinýho                | Jan Pecha      | Ivo Pelant a Eva Pelantová             | 3. března 2009     |
| 91           | 47        | Berte mě vážně                     | Moris Issa     | Barbara Bulvová                        | 5. března 2009     |
| 92           | 48        | Spolu to nevzdáme                  | Jan Pecha      | Jan Coufal                             | 10. března 2009    |
| 93           | 49        | Beznadějný případ                  | Moris Issa     | Kateřina Krobová                       | 12. března 2009    |
| 94           | 50        | Každý občas zabloudí               | Moris Issa     | Hana Cielová                           | 17. března 2009    |
| 95           | 51        | Plaváček                           | Moris Issa     | Jan Coufal                             | 19. března 2009    |
| 96           | 52        | Takže zrada?                       | Moris Issa     | Leoš Karaks                            | 24. března 2009    |
| 97           | 53        | Šašky taky bolí srdce              | Jan Pecha      | Barbara Bulvová                        | 26. března 2009    |
| 98           | 54        | Vlastního bratra!                  | Jan Pecha      | Hana Cielová                           | 31. března 2009    |
| 99           | 55        | Na to musí chlap přijít sám        | Jan Pecha      | Ivo Pelant                             | 2. dubna 2009      |
| 100          | 56        | Kvůli tobě                         | Jan Pecha      | Jan Coufal                             | 7. dubna 2009      |
| 101          | 57        | To se nedá odmítnout               | Ivo Macharáček | Leoš Karaks                            | 9. dubna 2009      |
| 102          | 58        | Všichni tu na tebe čekáme          | Ivo Macharáček | Kateřina Krobová                       | 14. dubna 2009     |
| 103          | 59        | Budeme zas rodina                  | Ivo Macharáček | Jan Coufal                             | 16. dubna 2009     |
| 104          | 60        | Peklo nebo ráj, ale napořád        | Ivo Macharáček | Leoš Karaks                            | 21. dubna 2009     |
| 105          | 61        | Hlavně, ať přežije!                | Marian Kleis   | Barbara Bulvová                        | 23. dubna 2009     |
| 106          | 62        | Protože tě miluji!                 | Marian Kleis   | Hana Cielová                           | 28. dubna 2009     |
| 107          | 63        | Dej mi šanci                       | Marian Kleis   | Leoš Karaks                            | 30. dubna 2009     |
| 108          | 64        | Modré z nebe                       | Marian Kleis   | Jan Coufal                             | 5. května 2009     |
| 109          | 65        | To je zase dneska den              | Jan Pecha      | Ivo Pelant                             | 7. května 2009     |
| 110          | 66        | Jde o ženskou!                     | Jan Pecha      | Kateřina Krobová                       | 12. května 2009    |
| 111          | 67        | Tohle ti neprojde                  | Jan Pecha      | Jan Coufal                             | 14. května 2009    |
| 112          | 68        | Teď ti odpovědět nemohu            | Petr Zahrádka  | Ivo Pelant                             | 19. května 2009    |
| 113          | 69        | Černá noc                          | Jan Pecha      | Barbara Bulvová                        | 21. května 2009    |
| 114          | 70        | Kašlu na ženský                    | Petr Zahrádka  | Leoš Karaks                            | 26. května 2009    |
| 115          | 71        | Jako kočka s myší                  | Petr Zahrádka  | Ivo Pelant a Kateřina Krobová          | 28. května 2009    |
| 116          | 72        | Chci žít v klidu, chci žít v iluzi | Petr Zahrádka  | Ivo Pelant                             | 2. června 2009     |
| 117          | 73        | Chyběl jsi mi                      | Moris Issa     | Jan Coufal                             | 4. června 2009     |
| 118          | 74        | Ve jménu lásky                     | Moris Issa     | Hana Cielová                           | 9. června 2009     |
| 119          | 75        | Hořký kamarádství                  | Moris Issa     | Barbara Bulvová                        | 11. června 2009    |
| 120          | 76        | Vrať čas!                          | Moris Issa     | Jan Coufal                             | 16. června 2009    |
| 121          | 77        | Dva jsou víc než jeden             | Jan Pecha      | Kateřina Krobová                       | 18. června 2009    |
| 122          | 78        | Tu chybu už neudělám!              | Jan Pecha      | Leoš Karaks                            | 23. června 2009    |
| 123          | 79        | S tebou v oblacích                 | Jan Pecha      | Jan Coufal                             | 25. června 2009    |

### Pátá řada (2009–2010)
| Č. v seriálu | Č. v řadě | Název                          | Režie         | Scénář                        | Datum premiéry     |
| ------------ | --------- | ------------------------------ | ------------- | ----------------------------- | ------------------ |
| 124          | 1         | Zlatej chlap                   | Jan Pecha     | Barbara Bulvová               | 27. srpna 2009     |
| 125          | 2         | Tady ještě bude chumelit!      | Marián Kleis  | Ivo Pelant                    | 1. září 2009       |
| 126          | 3         | Můžeš mi to odpustit?          | Marián Kleis  | Leoš Karaks                   | 3. září 2009       |
| 127          | 4         | Budeme rodina                  | Marián Kleis  | Jan Coufal                    | 8. září 2009       |
| 128          | 5         | Konec světa                    | Marián Kleis  | Hana Cielová                  | 10. září 2009      |
| 129          | 6         | Nestůj mezi námi               | Jan Pecha     | Barbara Bulvová               | 15. září 2009      |
| 130          | 7         | On k nám nepatří               | Jan Pecha     | Ivo Pelant                    | 17. září 2009      |
| 131          | 8         | Nechci lhát!                   | Jan Pecha     | Leoš Karaks                   | 22. září 2009      |
| 132          | 9         | Nevrátím se!                   | Jan Pecha     | Jan Coufal                    | 24. září 2009      |
| 133          | 10        | Jenom ty a já                  | Moris Issa    | Kateřina Krobová              | 29. září 2009      |
| 134          | 11        | Zachraň mámu!                  | Moris Issa    | Barbara Bulvová               | 1. října 2009      |
| 135          | 12        | Není čas se hroutit!           | Moris Issa    | Hana Cielová                  | 6. října 2009      |
| 136          | 13        | Nechci tě ztratit              | Moris Issa    | Jan Coufal                    | 8. října 2009      |
| 137          | 14        | Růže pro Pavlu                 | Marián Kleis  | Jan Coufal                    | 13. října 2009     |
| 138          | 15        | Bože, ty jsi krásná!           | Marián Kleis  | Ivo Pelant                    | 15. října 2009     |
| 139          | 16        | Srdce                          | Marián Kleis  | Jan Coufal                    | 20. října 2009     |
| 140          | 17        | Na lásku!                      | Marián Kleis  | Leoš Karaks                   | 22. října 2009     |
| 141          | 18        | Bojuj!                         | Jan Pecha     | Kateřina Krobová              | 27. října 2009     |
| 142          | 19        | Tohle bude dlouhej den         | Jan Pecha     | Ivo Pelant                    | 29. října 2009     |
| 143          | 20        | Napořád                        | Jan Pecha     | Jan Coufal                    | 3. listopadu 2009  |
| 144          | 21        | Zůstaň!                        | Jan Pecha     | Barbara Bulvová               | 5. listopadu 2009  |
| 145          | 22        | Nejsme bozi                    | Petr Zahrádka | Ivo Pelant                    | 10. listopadu 2009 |
| 146          | 23        | Nesmíš mi odejít               | Petr Zahrádka | Leoš Karaks                   | 12. listopadu 2009 |
| 147          | 24        | Je to můj život                | Petr Zahrádka | Jan Coufal                    | 17. listopadu 2009 |
| 148          | 25        | Odmítám litovat                | Petr Zahrádka | Barbara Bulvová               | 19. listopadu 2009 |
| 149          | 26        | Anděl strážný                  | Moris Issa    | Jan Coufal a Kateřina Krobová | 24. listopadu 2009 |
| 150          | 27        | Umělé dýchání, prosím!         | Moris Issa    | Hana Cielová                  | 26. listopadu 2009 |
| 151          | 28        | Výlety za hranice všedních dnů | Moris Issa    | Ivo Pelant                    | 1. prosince 2009   |
| 152          | 29        | Díra v srdci                   | Moris Issa    | Leoš Karaks                   | 3. prosince 2009   |
| 153          | 30        | Slon v porcelánu               | Jan Pecha     | Hana Cielová                  | 8. prosince 2009   |
| 154          | 31        | To si nikdy neodpustím         | Jan Pecha     | Jan Coufal                    | 10. prosince 2009  |
| 155          | 32        | Sexappeal pod stromeček        | Jan Pecha     | Ivo Pelant                    | 15. prosince 2009  |
| 156          | 33        | Šťastný a veselý               | Jan Pecha     | Barbara Bulvová               | 17. prosince 2009  |
| 157          | 34        | Jedeme v tom společně          | Petr Zahrádka | Hana Cielová                  | 12. ledna 2010     |
| 158          | 35        | Chci, abys byla šťastná        | Petr Zahrádka | Leoš Karaks                   | 14. ledna 2010     |
| 159          | 36        | Potřebuji čas                  | Petr Zahrádka | Hana Cielová                  | 19. ledna 2010     |
| 160          | 37        | Akce Kristián                  | Petr Zahrádka | Barbara Bulvová               | 21. ledna 2010     |
| 161          | 38        | Nic nového pod sluncem         | Jan Pecha     | Ivo Pelant                    | 26. ledna 2010     |
| 162          | 39        | Jen co budeš volná             | Jan Pecha     | Jan Coufal                    | 28. ledna 2010     |
| 163          | 40        | Musela jsem tě vidět           | Jan Pecha     | Leoš Karaks                   | 2. února 2010      |
| 164          | 41        | Docela slušnej podraz          | Jan Pecha     | Ivo Pelant                    | 4. února 2010      |
| 165          | 42        | Někdy láska nestačí            | Moris Issa    | Barbara Bulvová               | 9. února 2010      |
| 166          | 43        | Derniéra                       | Moris Issa    | Jan Coufal                    | 11. února 2010     |
| 167          | 44        | Noc pravdy                     | Moris Issa    | Ivo Pelant                    | 16. února 2010     |
| 168          | 45        | Mně lhát nemusíš               | Moris Issa    | Barbara Bulvová               | 18. února 2010     |
| 169          | 46        | Nechci o ni přijít             | Petr Zahrádka | Jan Coufal                    | 23. února 2010     |
| 170          | 47        | Volám SOS                      | Petr Zahrádka | Hana Cielová                  | 25. února 2010     |
| 171          | 48        | Do smrti dobrý                 | Marián Kleis  | Jan Coufal                    | 2. března 2010     |
| 172          | 49        | Typický svatební úraz          | Marián Kleis  | Ivo Pelant                    | 4. března 2010     |
| 173          | 50        | Jdu za láskou                  | Jan Pecha     | Barbara Bulvová               | 9. března 2010     |
| 174          | 51        | Fair play                      | Jan Pecha     | Hana Cielová                  | 11. března 2010    |
| 175          | 52        | Buď já, nebo on                | Jan Pecha     | Jan Coufal                    | 16. března 2010    |
| 176          | 53        | Nevzdám se!                    | Jan Pecha     | Leoš Karaks                   | 18. března 2010    |
| 177          | 54        | Budu s tebou                   | Moris Issa    | Jan Coufal                    | 23. března 2010    |
| 178          | 55        | Náročný den                    | Moris Issa    | Hana Cielová                  | 25. března 2010    |
| 179          | 56        | Ať to sviští                   | Moris Issa    | Leoš Karaks                   | 30. března 2010    |
| 180          | 57        | Dárek k narozeninám            | Moris Issa    | Ivo Pelant                    | 1. dubna 2010      |
| 181          | 58        | Jakou mám šanci?               | Petr Zahrádka | Jan Coufal                    | 6. dubna 2010      |
| 182          | 59        | Jakou vášní hoří hráči         | Petr Zahrádka | Barbara Bulvová               | 8. dubna 2010      |
| 183          | 60        | Až po vás                      | Petr Zahrádka | Leoš Karaks                   | 13. dubna 2010     |
| 184          | 61        | Chyťte Elvise                  | Petr Zahrádka | Jan Coufal                    | 15. dubna 2010     |
| 185          | 62        | Fantóm s injekcí               | Jan Pecha     | Leoš Karaks                   | 20. dubna 2010     |
| 186          | 63        | Jsme na to dva                 | Jan Pecha     | Hana Cielová                  | 22. dubna 2010     |
| 187          | 64        | Už teď je pozdě                | Jan Pecha     | Barbara Bulvová               | 27. dubna 2010     |
| 188          | 65        | Děkuji vám, pane doktore       | Jan Pecha     | Ivo Pelant a Eva Pelantová    | 29. dubna 2010     |
| 189          | 66        | Nic si nenamlouvám             | Marián Kleis  | Jan Coufal                    | 4. května 2010     |
| 190          | 67        | Kdo pozdě chodí                | Marián Kleis  | Leoš Karaks                   | 6. května 2010     |
| 191          | 68        | Špatná investice               | Marián Kleis  | Ivo Pelant a Eva Pelantová    | 11. května 2010    |
| 192          | 69        | Hezky líbáš                    | Marián Kleis  | Jan Coufal                    | 13. května 2010    |
| 193          | 70        | Dokud nás smrt nerozdělí       | Petr Zahrádka | Magda Wdowyczynová            | 18. května 2010    |
| 194          | 71        | To přece ne...                 | Petr Zahrádka | Barbara Bulvová               | 20. května 2010    |
| 195          | 72        | O mrtvých jen dobře            | Petr Zahrádka | Leoš Karaks                   | 25. května 2010    |
| 196          | 73        | Vlk zůstane vlkem              | Petr Zahrádka | Ivo Pelant a Eva Pelantová    | 27. května 2010    |
| 197          | 74        | Chuť do života                 | Jan Pecha     | Jan Coufal                    | 1. června 2010     |
| 198          | 75        | Zůstaneš?                      | Jan Pecha     | Leoš Karaks                   | 3. června 2010     |
| 199          | 76        | Mámou teď, anebo nikdy         | Jan Pecha     | Magda Wdowyczynová            | 8. června 2010     |
| 200          | 77        | První krok                     | Jan Pecha     | Ivo Pelant a Eva Pelantová    | 10. června 2010    |
| 201          | 78        | Zůstaň se mnou                 | Moris Issa    | Leoš Karaks                   | 15. června 2010    |
| 202          | 79        | Bije pro tebe                  | Moris Issa    | Magda Wdowyczynová            | 17. června 2010    |
| 203          | 80        | Krizový manažer                | Moris Issa    | Hana Cielová                  | 22. června 2010    |
| 204          | 81        | Kominíci nosí štěstí           | Moris Issa    | Ivo Pelant a Eva Pelantová    | 24. června 2010    |

### Šestá řada (2010–2011)
| Č. v seriálu | Č. v řadě | Název                           | Režie         | Scénář                                                   | Datum premiéry     |
| ------------ | --------- | ------------------------------- | ------------- | -------------------------------------------------------- | ------------------ |
| 205          | 1         | Poslední kapka                  | Marián Kleis  | Lucie Paulová, Evita Naušová a Magdaléna Wagnerová       | 24. srpna 2010     |
| 206          | 2         | Tohle není konec!               | Marián Kleis  | Leoš Karaks a Magdaléna Bittnerová                       | 26. srpna 2010     |
| 207          | 3         | Doktor na kukačku               | Marián Kleis  | Jitka Musilová a Magda Wdowyczynová                      | 31. srpna 2010     |
| 208          | 4         | Hoří!                           | Marián Kleis  | Hana Cielová a Magdaléna Wagnerová                       | 7. září 2010       |
| 209          | 5         | Špendlíky se zlatými hlavičkami | Jan Pecha     | Lucie Konášová a Magdaléna Bittnerová                    | 9. září 2010       |
| 210          | 6         | Prožeňte to šejkrem             | Jan Pecha     | Ivo & Eva Pelantovi a Magdaléna Bittnerová               | 14. září 2010      |
| 211          | 7         | Patřím jenom sobě               | Jan Pecha     | Evita Naušová a Jitka Musilová                           | 16. září 2010      |
| 212          | 8         | Alice 18                        | Jan Pecha     | Jitka Musilová a Jan Drbohlav                            | 21. září 2010      |
| 213          | 9         | Slavnostní otevření             | Marián Kleis  | Leoš Karaks a Magdaléna Bittnerová                       | 23. září 2010      |
| 214          | 10        | Zrádkyně                        | Marián Kleis  | Magda Wdowyczynová a Magdaléna Bittnerová                | 28. září 2010      |
| 215          | 11        | Holka pitomá                    | Marián Kleis  | Hana Cielová a David Litvák                              | 30. září 2010      |
| 216          | 12        | Že by geny?                     | Marián Kleis  | Ivo & Eva Pelantovi a David Litvák                       | 5. října 2010      |
| 217          | 13        | Na férovku                      | Petr Zahrádka | Evita Naušová a David Litvák                             | 7. října 2010      |
| 218          | 14        | Pozor na tlak                   | Petr Zahrádka | Lucie Konášová a David Litvák                            | 12. října 2010     |
| 219          | 15        | Převoz nedoporučuji             | Petr Zahrádka | Jan Drbohlav a Magdaléna Bittnerová                      | 14. října 2010     |
| 220          | 16        | Visí to ve vzduchu              | Petr Zahrádka | Lucie Konečná a Irena Obermannová                        | 19. října 2010     |
| 221          | 17        | Zapomeň                         | Jana Rezková  | Evita Naušová a David Litvák                             | 21. října 2010     |
| 222          | 18        | Fotka v kapse                   | Jana Rezková  | Magda Wdowyczynová a David Litvák                        | 26. října 2010     |
| 223          | 19        | Dnes večer netančím             | Jana Rezková  | Ivo & Eva Pelantovi, Magdaléna Bittnerová a David Litvák | 28. října 2010     |
| 224          | 20        | Sex neznamená tečku             | Jana Rezková  | Lucie Konášová a David Litvák                            | 2. listopadu 2010  |
| 225          | 21        | Zkouška Hofmanem                | Marián Kleis  | Jan Drbohlav a Magdaléna Bittnerová                      | 4. listopadu 2010  |
| 226          | 22        | Jedna chyba za druhou           | Marián Kleis  | Lucie Konášová a David Litvák                            | 9. listopadu 2010  |
| 227          | 23        | Bonbon za statečnost            | Marián Kleis  | Evita Naušová a David Litvák                             | 11. listopadu 2010 |
| 228          | 24        | Sundej si plavky                | Marián Kleis  | Magda Wdowyczynová a David Litvák                        | 16. listopadu 2010 |
| 229          | 25        | Las Kamenice                    | Petr Zahrádka | Ivo & Eva Pelantovi a Magdaléna Bittnerová               | 18. listopadu 2010 |
| 230          | 26        | Operační múza                   | Petr Zahrádka | Magda Wdowyczynová a David Litvák                        | 23. listopadu 2010 |
| 231          | 27        | Šupiny nech doma                | Petr Zahrádka | Lucie Konášová a David Litvák                            | 25. listopadu 2010 |
| 232          | 28        | Říkej mi brácho                 | Petr Zahrádka | Evita Naušová a David Litvák                             | 30. listopadu 2010 |
| 233          | 29        | Dva v jednom                    | Jana Rezková  | Jan Drbohlav a David Litvák                              | 2. prosince 2010   |
| 234          | 30        | Průvan v hlavě                  | Jana Rezková  | Lucie Konečná a David Litvák                             | 7. prosince 2010   |
| 235          | 31        | Lhářka                          | Jana Rezková  | Lucie Konášová a Magdaléna Bittnerová                    | 9. prosince 2010   |
| 236          | 32        | Šťastní a veselí                | Jana Rezková  | Jan Drbohlav a Magdaléna Bittnerová                      | 14. prosince 2010  |
| 237          | 33        | Návrat do ložnice               | Moris Issa    | Evita Naušová a Magdaléna Bittnerová                     | 1. února 2011      |
| 238          | 34        | Mini stonožka                   | Moris Issa    | Jan Drbohlav, Vilém Hakl a David Litvák                  | 3. února 2011      |
| 239          | 35        | Byla to šlapka                  | Moris Issa    | Ivo & Eva Pelantovi a Magdaléna Bittnerová               | 8. února 2011      |
| 240          | 36        | Lidský faktor                   | Moris Issa    | Lucie Konášová a Magdaléna Bittnerová                    | 10. února 2011     |
| 241          | 37        | Obchodník s nerezem             | Petr Zahrádka | Jan Drbohlav, Vilém Hakl a David Litvák                  | 15. února 2011     |
| 242          | 38        | Chyťte zloděje!                 | Petr Zahrádka | Evita Naušová, Vilém Hakl a David Litvák                 | 17. února 2011     |
| 243          | 39        | Sex nebude?                     | Petr Zahrádka | Ivo & Eva Pelantovi a Magdaléna Bittnerová               | 22. února 2011     |
| 244          | 40        | Hezký den, miláčku              | Petr Zahrádka | Ivo & Eva Pelantovi a Magdaléna Bittnerová               | 24. února 2011     |
| 245          | 41        | Kufr přede dveřmi               | Jana Rezková  | Jan Drbohlav a David Litvák                              | 1. března 2011     |
| 246          | 42        | Nevymřeme                       | Jana Rezková  | Lucie Konášová a David Litvák                            | 3. března 2011     |
| 247          | 43        | V ráji                          | Jana Rezková  | Evita Naušová a Magdaléna Bittnerová                     | 8. března 2011     |
| 248          | 44        | Vyfoťte mi jaguára!             | Jana Rezková  | Magda Wdowyczynová a Magdaléna Bittnerová                | 10. března 2011    |
| 249          | 45        | Teplota stoupá                  | Moris Issa    | Ivo & Eva Pelantovi a David Litvák                       | 15. března 2011    |
| 250          | 46        | Mecheche                        | Moris Issa    | Jan Drbohlav a David Litvák                              | 17. března 2011    |
| 251          | 47        | Neříkej mi ségro!               | Moris Issa    | Lucie Konášová a Magdaléna Bittnerová                    | 22. března 2011    |
| 252          | 48        | Černá komedie                   | Moris Issa    | Evita Naušová a Magdaléna Bittnerová                     | 24. března 2011    |
| 253          | 49        | Psycho                          | Petr Zahrádka | Magda Wdowyczynová a David Litvák                        | 29. března 2011    |
| 254          | 50        | Ať žijou trapasy!               | Petr Zahrádka | Ivo & Eva Pelantovi a David Litvák                       | 31. března 2011    |
| 255          | 51        | Dg. F 10.2                      | Petr Zahrádka | Jan Drbohlav a Magdaléna Bittnerová                      | 5. dubna 2011      |
| 256          | 52        | Sim sala bim                    | Petr Zahrádka | Lucie Konášová a Magdaléna Bittnerová                    | 7. dubna 2011      |
| 257          | 53        | Smutná nevěsta                  | Jana Rezková  | Evita Naušová a David Litvák                             | 12. dubna 2011     |
| 258          | 54        | Dokonalý záchvat                | Jana Rezková  | Magda Wdowyczynová a David Litvák                        | 14. dubna 2011     |
| 259          | 55        | Do střehu!                      | Jana Rezková  | Ivo & Eva Pelantovi a Magdaléna Bittnerová               | 19. dubna 2011     |
| 260          | 56        | Dívčí válka                     | Jana Rezková  | Jan Drbohlav a Magdaléna Bittnerová                      | 21. dubna 2011     |
| 261          | 57        | Máma seká latinu                | Jiří Chlumský | Lucie Konášová a David Litvák                            | 26. dubna 2011     |
| 262          | 58        | Roztočíme to?                   | Jiří Chlumský | Evita Naušová a David Litvák                             | 28. dubna 2011     |
| 263          | 59        | Hřebíčkový sen                  | Jiří Chlumský | Magda Wdowyczynová a Magdaléna Bittnerová                | 3. května 2011     |
| 264          | 60        | MUDr. Pingl                     | Jiří Chlumský | Ivo & Eva Pelantovi a Magdaléna Bittnerová               | 5. května 2011     |
| 265          | 61        | Nechci to skončit               | Petr Zahrádka | Lucie Konášová a David Litvák                            | 10. května 2011    |
| 266          | 62        | Nadosmrti                       | Petr Zahrádka | Jan Drbohlav a David Litvák                              | 12. května 2011    |
| 267          | 63        | Hod svatebním koláčem           | Petr Zahrádka | Evita Naušová a Magdaléna Bittnerová                     | 17. května 2011    |
| 268          | 64        | Zmije útočí                     | Petr Zahrádka | Magda Wdowyczynová a Magdaléna Bittnerová                | 19. května 2011    |
| 269          | 65        | Vítej v blázinci!               | Jana Rezková  | Ivo a Eva Pelantovi a Magdaléna Bittnerová               | 24. května 2011    |
| 270          | 66        | Sejdeme se na pracáku           | Jana Rezková  | Evita Naušová a Magdaléna Bittnerová                     | 26. května 2011    |
| 271          | 67        | Závislost na kráse              | Jana Rezková  | Eva & Ivo Pelantovi a David Litvák                       | 31. května 2011    |
| 272          | 68        | Srdce je nejlepší kompas        | Jana Rezková  | Magda Wdowyczynová a David Litvák                        | 2. června 2011     |
| 273          | 69        | Životní Titanic                 | Marián Kleis  | Jan Drbohlav a Magdaléna Bittnerová                      | 7. června 2011     |
| 274          | 70        | Psí život                       | Marián Kleis  | Jan Drbohlav a Magdaléna Bittnerová                      | 9. června 2011     |
| 275          | 71        | Přes sklo                       | Marián Kleis  | Magda Wdowyczynová a Magdaléna Bittnerová                | 14. června 2011    |
| 276          | 72        | Růže ve skle                    | Marián Kleis  | Ivo a Eva Pelantovi a David Litvák                       | 16. června 2011    |

### Sedmá řada (2011–2012)
| Č. v seriálu | Č. v řadě | Název                         | Režie               | Scénář                                        | Datum premiéry     | Sledovanost (v mil. diváků) |
| ------------ | --------- | ----------------------------- | ------------------- | --------------------------------------------- | ------------------ | --------------------------- |
| 277          | 1         | Budu stavět dům               | Petr Zahrádka       | Lucie Konečná a Magdaléna Bittnerová          | 30. srpna 2011     | 1,833                       |
| 278          | 2         | Dohnat a předehnat            | Petr Zahrádka       | Jan Drbohlav a Magdaléna Bittnerová           | 1. září 2011       |                             |
| 279          | 3         | Kdo je Radana?                | Petr Zahrádka       | Jan Drbohlav a David Litvák                   | 6. září 2011       |                             |
| 280          | 4         | Svatební dar                  | Petr Zahrádka       | Lucie Konášová a David Litvák                 | 8. září 2011       |                             |
| 281          | 5         | Aby byla psina                | Jana Rezková        | Ivo & Eva Pelantovi a Magdaléna Bittnerová    | 13. září 2011      |                             |
| 282          | 6         | Božská Lucie                  | Jana Rezková        | Evita Naušová a Magdaléna Bittnerová          | 15. září 2011      |                             |
| 283          | 7         | Ruská ruleta                  | Jana Rezková        | Jitka Musilová a David Litvák                 | 20. září 2011      |                             |
| 284          | 8         | Čisté svědomí                 | Jana Rezková        | Lucie Konášová a David Litvák                 | 22. září 2011      |                             |
| 285          | 9         | Zítra to bude v novinách      | Marián Kleis        | Lucie Stropnická a Magdaléna Bittnerová       | 27. září 2011      |                             |
| 286          | 10        | Kamenický doktor Uzel         | Marián Kleis        | Jan Drbohlav a Magdaléna Bittnerová           | 29. září 2011      |                             |
| 287          | 11        | Panák kyseliny                | Marián Kleis        | Jan Drbohlav a David Litvák                   | 4. října 2011      |                             |
| 288          | 12        | Černá hodinka                 | Marián Kleis        | Magda Wdowyczynová a David Litvák             | 6. října 2011      |                             |
| 289          | 13        | Pro dobrotu na žebrotu        | Petr Zahrádka       | Ivo & Eva Pelantovi a Magdaléna Bittnerová    | 11. října 2011     |                             |
| 290          | 14        | Něžná je dobrá                | Petr Zahrádka       | Evita Naušová a Magdaléna Bittnerová          | 13. října 2011     |                             |
| 291          | 15        | Hledá se náhradník            | Petr Zahrádka       | Jitka Musilová a David Litvák                 | 18. října 2011     |                             |
| 292          | 16        | Jelen s jelenem               | Petr Zahrádka       | Lucie Konášová a David Litvák                 | 20. října 2011     |                             |
| 293          | 17        | Vernisáž skončila!            | Jana Rezková        | Lucie Stropnická a Magdaléna Bittnerová       | 25. října 2011     |                             |
| 294          | 18        | Prsa č. 5                     | Jana Rezková        | Jan Drbohlav a Magdaléna Bittnerová           | 27. října 2011     |                             |
| 295          | 19        | Když ne, tak ne               | Jana Rezková        | Jan Drbohlav a David Litvák                   | 1. listopadu 2011  |                             |
| 296          | 20        | Třicet stříbrných             | Jana Rezková        | Magda Wdowyczynová a David Litvák             | 3. listopadu 2011  | 2,082                       |
| 297          | 21        | Svět úplně zblbnul            | Marián Kleis        | Ivo & Eva Pelantovi a Magdaléna Bittnerová    | 8. listopadu 2011  |                             |
| 298          | 22        | Láska ti sluší                | Marián Kleis        | Evita Naušová a Magdaléna Bittnerová          | 10. listopadu 2011 |                             |
| 299          | 23        | Tradá!                        | Marián Kleis        | Ivo & Eva Pelantovi a David Litvák            | 15. listopadu 2011 |                             |
| 300          | 24        | Bylo nebylo                   | Marián Kleis        | Lucie Konášová a David Litvák                 | 17. listopadu 2011 |                             |
| 301          | 25        | Nejsme na trhu                | Magdaléna Pivoňková | Lucie Stropnická a Magdaléna Bittnerová       | 22. listopadu 2011 |                             |
| 302          | 26        | Aspoň neotěhotní              | Magdaléna Pivoňková | Jan Drbohlav a Magdaléna Bittnerová           | 24. listopadu 2011 |                             |
| 303          | 27        | Všechno nebo nic              | Magdaléna Pivoňková | Jan Drbohlav a David Litvák                   | 29. listopadu 2011 |                             |
| 304          | 28        | Chci mít jasno                | Magdaléna Pivoňková | Magda Wdowyczynová a David Litvák             | 1. prosince 2011   |                             |
| 305          | 29        | Můžeš zhasnout?               | Jana Rezková        | Ivo & Eva Pelantovi a Magdaléna Bittnerová    | 6. prosince 2011   |                             |
| 306          | 30        | Milenka rakovina              | Jana Rezková        | Evita Naušová a Magdaléna Bittnerová          | 8. prosince 2011   |                             |
| 307          | 31        | Carpe diem                    | Jana Rezková        | Jitka Musilová a David Litvák                 | 13. prosince 2011  |                             |
| 308          | 32        | Santa za komínem              | Jana Rezková        | Lucie Konášová a David Litvák                 | 15. prosince 2011  |                             |
| 309          | 33        | Miluju problémy               | Magdaléna Pivoňková | Ivo & Eva Pelantovi a Magdaléna Bittnerová    | 31. ledna 2012     | 2,055                       |
| 310          | 34        | Úrok na dítě                  | Magdaléna Pivoňková | Jan Drbohlav a Magdaléna Bittnerová           | 2. února 2012      | 2,027                       |
| 311          | 35        | Syrská křečice                | Magdaléna Pivoňková | Jan Drbohlav, Lucie Paulová a David Litvák    | 7. února 2012      | 1,993                       |
| 312          | 36        | Něco jako láska               | Magdaléna Pivoňková | Lucie Konečná, Lucie Paulová a David Litvák   | 9. února 2012      | 1,855                       |
| 313          | 37        | Korálky od domorodců          | Jana Rezková        | Evita Naušová a Magdaléna Bittnerová          | 14. února 2012     | 1,958                       |
| 314          | 38        | Mezi námi třemi               | Jana Rezková        | Lucie Konečná a Magdaléna Bittnerová          | 16. února 2012     | 1,963                       |
| 315          | 39        | Na šťastný rozvod!            | Jana Rezková        | Ivo a Eva Pelantovi a David Litvák            | 21. února 2012     | 1,961                       |
| 316          | 40        | Zlatá žíla                    | Jana Rezková        | Lucie Konášová a David Litvák                 | 23. února 2012     | 1,986                       |
| 317          | 41        | Družička z druhé ruky         | Ivo Macharáček      | Magda Wdowyczynová a Magdaléna Bittnerová     | 28. února 2012     | 1,980                       |
| 318          | 42        | Krotitel duchů                | Ivo Macharáček      | Jan Drbohlav a Magdaléna Bittnerová           | 1. března 2012     | 2,033                       |
| 319          | 43        | Den otevřených dveří          | Ivo Macharáček      | Jan Drbohlav, Petra Verzichová a David Litvák | 6. března 2012     |                             |
| 320          | 44        | Porod nepočká                 | Ivo Macharáček      | Jitka Musilová, Vilém Hakl a David Litvák     | 8. března 2012     |                             |
| 321          | 45        | Brzy se tomu zasmějeme        | Jiří Chlumský       | Ivo a Eva Pelantovi a Magdaléna Bittnerová    | 13. března 2012    | 2,054                       |
| 322          | 46        | Na zázraky nevěřím            | Jiří Chlumský       | Evita Naušová a Magdaléna Bittnerová          | 15. března 2012    | 1,980                       |
| 323          | 47        | Však se dočkáš!               | Jiří Chlumský       | Lucie Konášová a David Litvák                 | 20. března 2012    | 2,036                       |
| 324          | 48        | Co má být, to bude            | Jiří Chlumský       | Jitka Musilová, David Litvák a Vilém Hakl     | 22. března 2012    | 2,011                       |
| 325          | 49        | Něco za něco                  | Marián Kleis        | Ivo a Eva Pelantovi a Magdaléna Bittnerová    | 27. března 2012    | 1,979                       |
| 326          | 50        | Konec frašky                  | Marián Kleis        | Magda Wdowyczynová a Magdaléna Bittnerová     | 29. března 2012    | 2,129                       |
| 327          | 51        | Vesnická klinika              | Marián Kleis        | Jan Drbohlav a David Litvák                   | 3. dubna 2012      | 1,941                       |
| 328          | 52        | Mejdan roku                   | Marián Kleis        | Lucie Konášová a David Litvák                 | 5. dubna 2012      | 1,968                       |
| 329          | 53        | Návod na smích                | Jana Rezková        | Evita Naušová a Magdaléna Bittnerová          | 10. dubna 2012     | 1,985                       |
| 330          | 54        | Vdova na plný úvazek          | Jana Rezková        | Magda Wdowyczynová a Magdaléna Bittnerová     | 12. dubna 2012     | 2,038                       |
| 331          | 55        | Sokol v síti                  | Jana Rezková        | Ivo a Eva Pelantovi a David Litvák            | 17. dubna 2012     | 2,101                       |
| 332          | 56        | Kdybyste to viděl!            | Jana Rezková        | Lucie Konášová a Magdaléna Bittnerová         | 19. dubna 2012     | 1,994                       |
| 333          | 57        | Banální zákrok                | Jiří Chlumský       | Ivo a Eva Pelantovi a Magdaléna Bittnerová    | 24. dubna 2012     | 2,124                       |
| 334          | 58        | Polibek od princezny          | Jiří Chlumský       | Evita Naušová a Magdaléna Bittnerová          | 26. dubna 2012     | 1,938                       |
| 335          | 59        | Kdo řídí své sny?             | Jiří Chlumský       | Alex Koenigsmark a David Litvák               | 1. května 2012     | 2,018                       |
| 336          | 60        | Ano nanečisto                 | Jiří Chlumský       | Jan Drbohlav a David Litvák                   | 3. května 2012     | 2,004                       |
| 337          | 61        | Spálená minulost              | Marián Kleis        | Jan Drbohlav a Magdaléna Bittnerová           | 8. května 2012     | 1,959                       |
| 338          | 62        | Jak nedostat košem            | Marián Kleis        | Magda Wdowyczynová a Magdaléna Bittnerová     | 10. května 2012    | 1,731                       |
| 339          | 63        | Na shledanou v příštím životě | Marián Kleis        | Evita Naušová a David Litvák                  | 15. května 2012    | 2,005                       |
| 340          | 64        | Můžu být s tebou?             | Marián Kleis        | Lucie Konášová a Magdaléna Bittnerová         | 17. května 2012    | 1,663                       |
| 341          | 65        | Mrtví nestárnou               | Jana Rezková        | Ivo a Eva Pelantovi a Magdaléna Bittnerová    | 22. května 2012    | 1,960                       |
| 342          | 66        | Kuře s kokosem                | Jana Rezková        | Ivo a Eva Pelantovi a Magdaléna Bittnerová    | 24. května 2012    | 1,881                       |
| 343          | 67        | Akce Tunel                    | Jana Rezková        | Magda Wdowyczynová a David Litvák             | 29. května 2012    | 1,871                       |
| 344          | 68        | Pasivní odpor                 | Jana Rezková        | Evita Naušová a David Litvák                  | 31. května 2012    | 1,857                       |
| 345          | 69        | MUDr. Lidumil                 | Jiří Chlumský       | Jan Drbohlav a Magdaléna Bittnerová           | 5. června 2012     | 2,021                       |
| 346          | 70        | Chyť, jak můžeš               | Jiří Chlumský       | Alex Koenigsmark a Magdaléna Bittnerová       | 7. června 2012     | 1,931                       |
| 347          | 71        | Přece to nevzdáme             | Jiří Chlumský       | Lucie Konášová a David Litvák                 | 12. června 2012    | 1,986                       |
| 348          | 72        | Vstaň a choď                  | Jiří Chlumský       | Magda Wdowyczynová a David Litvák             | 14. června 2012    | 1,943                       |
| 349          | 73        | Dveře do léta                 | Marián Kleis        | Evita Naušová a Magdaléna Bittnerová          | 19. června 2012    | 1,864                       |
| 350          | 74        | Půlnoc je půlnoc              | Marián Kleis        | Ivo a Eva Pelantovi a Magdaléna Bittnerová    | 21. června 2012    | 1,689                       |

### Osmá řada (2012–2013)
| Č. v seriálu | Č. v řadě | Název                       | Režie               | Scénář                                     | Datum premiéry     | Sledovanost (v mil. diváků) |
| ------------ | --------- | --------------------------- | ------------------- | ------------------------------------------ | ------------------ | --------------------------- |
| 351          | 1         | Dálnice do pekla            | Marián Kleis        | Magda Wdowyczynová a David Litvák          | 28. srpna 2012     | 1,722                       |
| 352          | 2         | Sex nebo grog?              | Marián Kleis        | Evita Naušová a David Litvák               | 30. srpna 2012     | 1,643                       |
| 353          | 3         | Slibem nezarmoutíš          | Jana Rezková        | Ivo a Eva Pelantovi a Magdaléna Bittnerová | 4. září 2012       | 1,763                       |
| 354          | 4         | Jistota je jistota          | Jana Rezková        | Lucie Konášová a Magdaléna Bittnerová      | 6. září 2012       | 1,761                       |
| 355          | 5         | Šikanisty nesnáším          | Jana Rezková        | Jan Drbohlav a David Litvák                | 11. září 2012      | 1,701                       |
| 356          | 6         | Šlechetný zachránce         | Jana Rezková        | Magda Wdowyczynová a David Litvák          | 13. září 2012      | 1,691                       |
| 357          | 7         | Prodaný ženich              | Magdalena Pivoňková | Alex Koenigsmark a Magdaléna Bittnerová    | 18. září 2012      | 1,815                       |
| 358          | 8         | Exkurze ke zkrachovalci     | Magdalena Pivoňková | Petra Ušelová a Magdaléna Bittnerová       | 20. září 2012      | 1,749                       |
| 359          | 9         | Zelené světlo               | Magdalena Pivoňková | Evita Naušová a Magdaléna Bittnerová       | 25. září 2012      | 1,724                       |
| 360          | 10        | Až do dna                   | Magdalena Pivoňková | Ivo a Eva Pelantovi a Magdaléna Bittnerová | 27. září 2012      | 1,626                       |
| 361          | 11        | Poslední dávka              | Marián Kleis        | Magda Wdowyczynová a David Litvák          | 2. října 2012      | 1,801                       |
| 362          | 12        | Začít znova                 | Marián Kleis        | Lucie Konášová a David Litvák              | 4. října 2012      | 1,723                       |
| 363          | 13        | Sám proti prohnilým         | Marián Kleis        | Petra Ušelová a Magdaléna Bittnerová       | 9. října 2012      | 1,731                       |
| 364          | 14        | Trochu moc lásky najednou   | Marián Kleis        | Alex Koenigsmark a Magdaléna Bittnerová    | 11. října 2012     | 1,770                       |
| 365          | 15        | Jako kůl v plotě            | Jana Rezková        | Evita Naušová a David Litvák               | 16. října 2012     | 1,624                       |
| 366          | 16        | Vytočte mě do vývrtky       | Jana Rezková        | Magda Wdowyczynová a David Litvák          | 18. října 2012     | 1,693                       |
| 367          | 17        | Jenom trochu ohledů         | Jana Rezková        | Lucie Konášová a Magdaléna Bittnerová      | 23. října 2012     | 1,726                       |
| 368          | 18        | Až na konec světa           | Jana Rezková        | Jan Drbohlav a Magdaléna Bittnerová        | 25. října 2012     | 1,637                       |
| 369          | 19        | Hostina pro královnu        | Magdalena Pivoňková | Evita Naušová a David Litvák               | 30. října 2012     | 1,820                       |
| 370          | 20        | Komu se ruka netřese        | Magdalena Pivoňková | Alex Koenigsmark a David Litvák            | 1. listopadu 2012  | 1,738                       |
| 371          | 21        | Vím, že mi nerozumíš        | Magdalena Pivoňková | Lucie Konášová a Magdaléna Bittnerová      | 6. listopadu 2012  | 1,749                       |
| 372          | 22        | Orkán Zuzana                | Magdalena Pivoňková | Magda Wdowyczynová a Magdaléna Bittnerová  | 8. listopadu 2012  | 1,711                       |
| 373          | 23        | Den živelných katastrof     | Marián Kleis        | Ivo a Eva Pelantovi a David Litvák         | 13. listopadu 2012 | 1,865                       |
| 374          | 24        | Dneska není včera           | Marián Kleis        | Evita Naušová a David Litvák               | 15. listopadu 2012 | 1,791                       |
| 375          | 25        | Pan dokonalý                | Marián Kleis        | Roman Kopřivík a Magdaléna Bittnerová      | 20. listopadu 2012 | 1,766                       |
| 376          | 26        | Hodnost paroháč             | Marián Kleis        | Magda Wdowyczynová a Magdaléna Bittnerová  | 22. listopadu 2012 | 1,738                       |
| 377          | 27        | Pejskové a kočičky          | Jana Rezková        | Alex Koenigsmark a Magdaléna Bittnerová    | 27. listopadu 2012 | 1,770                       |
| 378          | 28        | Pusa na rozloučenou         | Jana Rezková        | Evita Naušová a David Litvák               | 29. listopadu 2012 | 1,822                       |
| 379          | 29        | Záhada jménem Robin         | Jana Rezková        | Magda Wdowyczynová a David Litvák          | 4. prosince 2012   | 1,819                       |
| 380          | 30        | Taky řešení...              | Jana Rezková        | Petra Ušelová a David Litvák               | 6. prosince 2012   | 1,688                       |
| 381          | 31        | Nebožtík pes                | Magdalena Pivoňková | Alex Koenigsmark a Magdaléna Bittnerová    | 11. prosince 2012  | 1,685                       |
| 382          | 32        | Staré účty                  | Magdalena Pivoňková | Roman Kopřivík a Magdaléna Bittnerová      | 13. prosince 2012  | 1,741                       |
| 383          | 33        | Tady a teď                  | Magdalena Pivoňková | Ivo a Eva Pelantovi a David Litvák         | 18. prosince 2012  | 1,757                       |
| 384          | 34        | Ještě není čas              | Magdalena Pivoňková | Magda Wdowyczynová a David Litvák          | 20. prosince 2012  | 1,816                       |
| 385          | 35        | Zlatý nemocný               | Vladimír Balko      | Lucie Konášová a David Litvák              | 29. ledna 2013     | 1,765                       |
| 386          | 36        | Tomu se říká láska          | Vladimír Balko      | Evita Naušová a David Litvák               | 31. ledna 2013     | 1,733                       |
| 387          | 37        | Manželství podle příručky   | Vladimír Balko      | Petra Ušelová a Magdaléna Bittnerová       | 5. února 2013      | 1,835                       |
| 388          | 38        | Mezilidské vztahy           | Vladimír Balko      | Jan Drbohlav a Magdaléna Bittnerová        | 7. února 2013      | 1,729                       |
| 389          | 39        | Den veselých kloboučků      | Jana Rezková        | Magda Wdowyczynová a David Litvák          | 12. února 2013     | 1,810                       |
| 390          | 40        | Něco je špatně              | Jana Rezková        | Roman Kopřivík a David Litvák              | 14. února 2013     | 1,632                       |
| 391          | 41        | Střízlivý nás nedostanou    | Jana Rezková        | Ivo a Eva Pelantovi a Magdaléna Bittnerová | 19. února 2013     | 1,680                       |
| 392          | 42        | Budu vaše vrba              | Jana Rezková        | Evita Naušová a David Litvák               | 21. února 2013     | 1,677                       |
| 393          | 43        | Rytíři ještě nevymřeli      | Jiří Chlumský       | Lucie Konášová a David Litvák              | 26. února 2013     | 1,722                       |
| 394          | 44        | Jednohubka k nakousnutí     | Jiří Chlumský       | Petra Ušelová a David Litvák               | 28. února 2013     | 1,695                       |
| 395          | 45        | Nechci být Cyrano           | Jiří Chlumský       | Magda Wdowyczynová a Magdaléna Bittnerová  | 5. března 2013     | 1,751                       |
| 396          | 46        | Bermudský trojúhelník       | Jiří Chlumský       | Evita Naušová a Magdaléna Bittnerová       | 7. března 2013     | 1,717                       |
| 397          | 47        | Černá lež                   | Marián Kleis        | Magda Wdowyczynová a Magdaléna Bittnerová  | 12. března 2013    | 1,722                       |
| 398          | 48        | Nejdřív rocker, potom hoper | Marián Kleis        | Ivo a Eva Pelantovi a Magdaléna Bittnerová | 14. března 2013    | 1,859                       |
| 399          | 49        | Koktejl pro Lucii           | Marián Kleis        | Evita Naušová a David Litvák               | 19. března 2013    | 1,801                       |
| 400          | 50        | Tichá voda z Kamenice       | Marián Kleis        | Roman Kopřivík a David Litvák              | 21. března 2013    | 1,918                       |
| 401          | 51        | Příliš mnoho důkazů         | Jana Rezková        | Lucie Konášová a Magdaléna Bittnerová      | 26. března 2013    | 1,830                       |
| 402          | 52        | Chabá náhrada               | Jana Rezková        | Petra Ušelová a Magdaléna Bittnerová       | 28. března 2013    | 1,814                       |
| 403          | 53        | Teta Múza                   | Jana Rezková        | Magda Wdowyczynová a David Litvák          | 2. dubna 2013      | 1,848                       |
| 404          | 54        | Karty nikdy nelžou          | Jana Rezková        | Evita Naušová a David Litvák               | 4. dubna 2013      | 1,885                       |
| 405          | 55        | Běh na dlouhou trať         | Jiří Chlumský       | Ivo a Eva Pelantovi a David Litvák         | 9. dubna 2013      | 1,836                       |
| 406          | 56        | Spolu to zvládnem           | Jiří Chlumský       | Alex Koenigsmark a David Litvák            | 11. dubna 2013     | 1,984                       |
| 407          | 57        | Čaj pro zamilované          | Jiří Chlumský       | Magda Wdowyczynová a Magdaléna Bittnerová  | 16. dubna 2013     | 1,869                       |
| 408          | 58        | Návrat ztraceného syna      | Jiří Chlumský       | Roman Kopřivík a Magdaléna Bittnerová      | 18. dubna 2013     | 1,865                       |
| 409          | 59        | Podezření                   | Marián Kleis        | Lucie Konášová a Magdaléna Bittnerová      | 23. dubna 2013     | 1,843                       |
| 410          | 60        | Nemůžu ti věřit             | Marián Kleis        | Petra Ušelová a Magdaléna Bittnerová       | 25. dubna 2013     | 1,845                       |
| 411          | 61        | Třetí na talíři             | Marián Kleis        | Evita Naušová a David Litvák               | 30. dubna 2013     | 1,586                       |
| 412          | 62        | Nikdo nás nerozdělí         | Marián Kleis        | Magda Wdowyczynová a David Litvák          | 2. května 2013     | 2,043                       |
| 413          | 63        | Kdo lže, do pekla se klouže | Jana Rezková        | Ivo a Eva Pelantovi a Magdaléna Bittnerová | 7. května 2013     | 1,811                       |
| 414          | 64        | Sbohem, Leo                 | Jana Rezková        | Ivo a Eva Pelantovi a Magdaléna Bittnerová | 9. května 2013     | 1,909                       |
| 415          | 65        | Kupecké počty               | Jana Rezková        | Evita Naušová a David Litvák               | 14. května 2013    | 1,941                       |
| 416          | 66        | Tři kohouti na smetišti     | Jana Rezková        | Magda Wdowyczynová a David Litvák          | 16. května 2013    | 1,806                       |
| 417          | 67        | Nemoc z milování            | Vladimír Balko      | Evita Naušová a Magdaléna Bittnerová       | 21. května 2013    | 1,899                       |
| 418          | 68        | Další rána vyšší moci       | Vladimír Balko      | Petra Ušelová a Magdaléna Bittnerová       | 23. května 2013    | 1,965                       |
| 419          | 69        | Kapr na suchu               | Vladimír Balko      | Lucie Konášová a David Litvák              | 28. května 2013    | 1,901                       |
| 420          | 70        | Dokonalá láska              | Vladimír Balko      | Magda Wdowyczynová a David Litvák          | 30. května 2013    | 1,948                       |
| 421          | 71        | Střevíček pro princeznu     | Marián Kleis        | Ivo a Eva Pelantovi a Magdaléna Bittnerová | 4. června 2013     | 1,922                       |
| 422          | 72        | Museum našeho manželství    | Marián Kleis        | Ivo a Eva Pelantovi a Magdaléna Bittnerová | 6. června 2013     | 1,982                       |
| 423          | 73        | Podvod století              | Marián Kleis        | Magda Wdowyczynová a David Litvák          | 11. června 2013    | 1,893                       |
| 424          | 74        | Pěkná bouda                 | Marián Kleis        | Roman Kopřivík a David Litvák              | 13. června 2013    | 1,694                       |
| 425          | 75        | Nomen omen                  | Jana Rezková        | Petra Ušelová a Magdaléna Bittnerová       | 18. června 2013    | 1,734                       |
| 426          | 76        | Spěchej za láskou           | Jana Rezková        | Evita Naušová a Magdaléna Bittnerová       | 20. června 2013    | 1,717                       |

### Devátá řada (2013–2014)
| Č. v seriálu | Č. v řadě | Název                     | Režie               | Scénář                                           | Datum premiéry     | Sledovanost (v mil. diváků) |
| ------------ | --------- | ------------------------- | ------------------- | ------------------------------------------------ | ------------------ | --------------------------- |
| 427          | 1         | Dnešek patří mně          | Jana Rezková        | Evita Naušová a David Litvák                     | 27. srpen 2013     | 1,755                       |
| 428          | 2         | Pozdě bycha honit         | Jana Rezková        | Ivo a Eva Pelantovi a David Litvák               | 29. srpen 2013     | 1,607                       |
| 429          | 3         | Žába na prameni           | Magdaléna Pivoňková | Ivo a Eva Pelantovi a Magdaléna Bittnerová       | 3. září 2013       | 1,766                       |
| 430          | 4         | Rande s boubelkou         | Magdaléna Pivoňková | Magda Wdowyczynová a Magdaléna Bittnerová        | 5. září 2013       | 1,786                       |
| 431          | 5         | Nejsi sama                | Magdaléna Pivoňková | Magda Wdowyczynová a David Litvák                | 10. září 2013      | 1,764                       |
| 432          | 6         | Smutný holky nemám rád    | Magdaléna Pivoňková | Ivo a Eva Pelantovi a David Litvák               | 12. září 2013      | 1,863                       |
| 433          | 7         | Konkurz na chlapa         | Marián Kleis        | Evita Naušová a Magdaléna Bittnerová             | 17. září 2013      | 1,789                       |
| 434          | 8         | Nostalgie po manželovi    | Marián Kleis        | Petra Ušelová a Magdaléna Bittnerová             | 19. září 2013      | 1,916                       |
| 435          | 9         | Kvalitní terč             | Marián Kleis        | Petra Ušelová a David Litvák                     | 24. září 2013      | 1,879                       |
| 436          | 10        | Náhradní tatínek          | Marián Kleis        | Magda Wdowyczynová a David Litvák                | 26. září 2013      | 1,824                       |
| 437          | 11        | Vzhůru na tetičku!        | Jana Rezková        | Ivo a Eva Pelantovi a Magdaléna Bittnerová       | 1. října 2013      | 1,644                       |
| 438          | 12        | Ty a já                   | Jana Rezková        | Ivo a Eva Pelantovi a Magdaléna Bittnerová       | 3. října 2013      | 1,761                       |
| 439          | 13        | Klub lhářů                | Jana Rezková        | Evita Naušová a David Litvák                     | 8. října 2013      | 1,780                       |
| 440          | 14        | Je to ve hvězdách         | Jana Rezková        | Magda Wdowyczynová a David Litvák                | 10. října 2013     | 1,851                       |
| 441          | 15        | Kousek nad normou         | Magdaléna Pivoňková | Petra Ušelová a Magdaléna Bittnerová             | 15. října 2013     | 1,760                       |
| 442          | 16        | Sladká včelička           | Magdaléna Pivoňková | Petra Ušelová a Magdaléna Bittnerová             | 17. října 2013     | 1,784                       |
| 443          | 17        | Černá komedie             | Magdaléna Pivoňková | Evita Naušová a David Litvák                     | 22. října 2013     | 1,772                       |
| 444          | 18        | Velká derniéra            | Magdaléna Pivoňková | Magda Wdowyczynová a David Litvák                | 24. října 2013     | 1,775                       |
| 445          | 19        | Peklo vypadá jinak        | Marián Kleis        | Ivo a Eva Pelantovi a Magdaléna Bittnerová       | 29. října 2013     | 1,844                       |
| 446          | 20        | Tanec na tenkém ledě      | Marián Kleis        | Ivo a Eva Pelantovi a Magdaléna Bittnerová       | 31. října 2013     | 1,801                       |
| 447          | 21        | Přestaň snít              | Marián Kleis        | Evita Naušová a David Litvák                     | 5. listopadu 2013  | 1,819                       |
| 448          | 22        | Inspekce jako řemen       | Marián Kleis        | Magda Wdowyczynová a David Litvák                | 7. listopadu 2013  | 1,855                       |
| 449          | 23        | Krásná noc ve dvou        | Jana Rezková        | Lucie Konášová a Magdaléna Bittnerová            | 12. listopadu 2013 | 1,763                       |
| 450          | 24        | Doktorská intuice         | Jana Rezková        | Petra Ušelová a Magdaléna Bittnerová             | 14. listopadu 2013 | 1,751                       |
| 451          | 25        | Příjemné chvilky          | Jana Rezková        | Evita Naušová a David Litvák                     | 19. listopadu 2013 | 1,915                       |
| 452          | 26        | Hodně štěstí, Zdeničko    | Jana Rezková        | Lucie Konášová a David Litvák                    | 21. listopadu 2013 | 1,916                       |
| 453          | 27        | Holka nebo kluk           | Magdaléna Pivoňková | Petra Ušelová a Magdaléna Bittnerová             | 26. listopadu 2013 | 1,928                       |
| 454          | 28        | Vyznání                   | Magdaléna Pivoňková | Evita Naušová a Magdaléna Bittnerová             | 28. listopadu 2013 | 1,965                       |
| 455          | 29        | Rodina nade vše           | Magdaléna Pivoňková | Lucie Konášová a David Litvák                    | 3. prosince 2013   | 1,974                       |
| 456          | 30        | Srdce                     | Magdaléna Pivoňková | Ivo a Eva Pelantovi a David Litvák               | 5. prosince 2013   | 2,106                       |
| 457          | 31        | Magda je všude            | Marián Kleis        | Petra Ušelová a Magdaléna Bittnerová             | 10. prosince 2013  | 1,912                       |
| 458          | 32        | Poslední rytíř            | Marián Kleis        | Evita Naušová a Magdaléna Bittnerová             | 12. prosince 2013  | 1,983                       |
| 459          | 33        | Kamenické hvězdné války   | Marián Kleis        | Lucie Konášová a David Litvák                    | 17. prosince 2013  | 2,004                       |
| 460          | 34        | Čas na zázraky            | Marián Kleis        | Roman Kopřivík a David Litvák                    | 19. prosince 2013  | 2,018                       |
| 461          | 35        | Blecha v kožichu          | Jana Rezková        | Ivo a Eva Pelantovi a Magdaléna Bittnerová       | 14. ledna 2014     | 2,016                       |
| 462          | 36        | Zabiju tě!                | Jana Rezková        | Ivo a Eva Pelantovi a Magdaléna Bittnerová       | 16. ledna 2014     | 2,083                       |
| 463          | 37        | Noční můra                | Jana Rezková        | Petra Ušelová a David Litvák                     | 21. ledna 2014     | 2,039                       |
| 464          | 38        | Léčba šokem               | Jana Rezková        | Evita Naušová a David Litvák                     | 23. ledna 2014     | 1,935                       |
| 465          | 39        | Mise splněna              | Magdaléna Pivoňková | Lucie Konášová a Magdaléna Bittnerová            | 28. ledna 2014     | 1,936                       |
| 466          | 40        | Hrdina dne                | Magdaléna Pivoňková | Magda Wdowyczynová a Magdaléna Bittnerová        | 30. ledna 2014     | 1,900                       |
| 467          | 41        | Ne znamená ne!            | Magdaléna Pivoňková | Lucie Konášová a David Litvák                    | 4. února 2014      | 1,954                       |
| 468          | 42        | Černá vdova               | Magdaléna Pivoňková | Evita Naušová a David Litvák                     | 6. února 2014      | 1,954                       |
| 469          | 43        | Hezké sny, doktore!       | Marián Kleis        | Ivo a Eva Pelantovi a Magdaléna Bittnerová       | 11. února 2014     | 1,922                       |
| 470          | 44        | Ruce pryč od Čestmíra!    | Marián Kleis        | Lucie Konečná a Magdaléna Bittnerová             | 13. února 2014     | 1,980                       |
| 471          | 45        | Peklo je doma             | Marián Kleis        | Lucie Konečná a David Litvák                     | 18. února 2014     | 1,877                       |
| 472          | 46        | Důvěřuj, ale prověřuj     | Marián Kleis        | Magda Wdowyczynová a David Litvák                | 20. února 2014     | 1,903                       |
| 473          | 47        | Strážný Anděl             | Jana Rezková        | Lucie Konášová a Magdaléna Bittnerová            | 25. února 2014     | 1,938                       |
| 474          | 48        | Pořád je tu naděje        | Jana Rezková        | Lucie Konášová a Magdaléna Bittnerová            | 27. února 2014     | 1,868                       |
| 475          | 49        | Žít není povinnost        | Jana Rezková        | Ivo a Eva Pelantovi a Magdaléna Bittnerová       | 4. března 2014     | 1,847                       |
| 476          | 50        | Tři sudičky               | Jana Rezková        | Evita Naušová a Magdaléna Bittnerová             | 6. března 2014     | 1,971                       |
| 477          | 51        | Děvčátko se sirkami       | Marián Kleis        | Ivo a Eva Pelantovi a David Litvák               | 11. března 2014    | 1,940                       |
| 478          | 52        | Tak trochu podpásovka     | Marián Kleis        | Magda Wdowyczynová a David Litvák                | 13. března 2014    | 1,929                       |
| 479          | 53        | Nejsem žádnej pařmen      | Marián Kleis        | Magda Wdowyczynová a Magdaléna Bittnerová        | 18. března 2014    | 1,831                       |
| 480          | 54        | To se neodpouští          | Marián Kleis        | Roman Kopřivík a Magdaléna Bittnerová            | 20. března 2014    | 1,844                       |
| 481          | 55        | Na každého se něco najde  | Magdaléna Pivoňková | Lucie Konášová a Magdaléna Bittnerová            | 25. března 2014    | 1,862                       |
| 482          | 56        | Srdci neporučíš           | Magdaléna Pivoňková | Lucie Konášová a David Litvák                    | 27. března 2014    | 1,937                       |
| 483          | 57        | Partie pro tebe           | Magdaléna Pivoňková | Evita Naušová a Magdaléna Bittnerová             | 1. dubna 2014      | 1,914                       |
| 484          | 58        | Dokonalé štěstí           | Magdaléna Pivoňková | Evita Naušová a Magdaléna Bittnerová             | 3. dubna 2014      | 1,879                       |
| 485          | 59        | Hlavně žádný smrťáky!     | Jana Rezková        | Ivo a Eva Pelantovi a David Litvák               | 8. dubna 2014      | 1,921                       |
| 486          | 60        | Velký třesk               | Jana Rezková        | Ivo a Eva Pelantovi a David Litvák               | 10. dubna 2014     | 1,881                       |
| 487          | 61        | Stokrát měř, jednou řež   | Jana Rezková        | Magda Wdowyczynová a David Litvák                | 15. dubna 2014     | 1,902                       |
| 488          | 62        | Anděl zachránce           | Jana Rezková        | Roman Kopřivík a David Litvák                    | 17. dubna 2014     | 1,809                       |
| 489          | 63        | Bude to čím dál horší     | Magdaléna Pivoňková | Lucie Konášová a David Litvák                    | 22. dubna 2014     | 1,825                       |
| 490          | 64        | Malá satisfakce           | Vladimír Balko      | Lucie Konášová a David Litvák                    | 24. dubna 2014     | 1,801                       |
| 491          | 65        | Nechci být bez tebe       | Vladimír Balko      | Magda Wdowyczynová a David Litvák                | 29. dubna 2014     | 1,767                       |
| 492          | 66        | Jste můj anděl            | Vladimír Balko      | Evita Naušová a David Litvák                     | 1. května 2014     | 1,710                       |
| 493          | 67        | Zloděj a vrah             | Marián Kleis        | Ivo a Eva Pelantovi a Magdaléna Bittnerová       | 6. května 2014     | 1,763                       |
| 494          | 68        | To je život               | Marián Kleis        | Ivo a Eva Pelantovi a Magdaléna Bittnerová       | 8. května 2014     | 1,632                       |
| 495          | 69        | Hospodyňka non plus ultra | Marián Kleis        | Magdaléna Wdowyczynová a David Litvák            | 13. května 2014    | 1,838                       |
| 496          | 70        | Nic nebude jako dřív      | Marián Kleis        | Roman Kopřivík a David Litvák                    | 15. května 2014    | 1,796                       |
| 497          | 71        | Pro mě jsi hrdina         | Jana Rezková        | Ivo Pelant, Eva Pelantová a Magdaléna Bittnerová | 20. května 2014    | 1,463                       |
| 498          | 72        | Hlavně klídek             | Jana Rezková        | Lucie Konášová a Magdaléna Bittnerová            | 22. května 2014    | 1,612                       |
| 499          | 73        | Pořád budu s tebou        | Jana Rezková        | Lucie Konášová a René Decastelo                  | 27. května 2014    | 1,815                       |
| 500          | 74        | Hodina pravdy             | Jana Rezková        | Evita Naušová a René Decastelo                   | 29. května 2014    | 1,854                       |
| 501          | 75        | Rande s dámou             | Magdaléna Pivoňková | Ivo a Eva Pelantovi a René Decastelo             | 3. června 2014     | 1,592                       |
| 502          | 76        | Sami proti všem           | Magdaléna Pivoňková | Magda Wdowyczynová a David Litvák                | 5. června 2014     | 1,669                       |
| 503          | 77        | Dar od nepřítele          | Magdaléna Pivoňková | Magda Wdowyczynová a Magdaléna Bittnerová        | 10. června 2014    | 1,609                       |
| 504          | 78        | Život není fér            | Magdaléna Pivoňková | Roman Kopřivík a Magdaléna Bittnerová            | 12. června 2014    | 1,600                       |
| 505          | 79        | Miluj bližního svého      | Marián Kleis        | Ivo Pelant, Eva Pelantová a Magdaléna Bittnerová | 17. června 2014    | 1,633                       |
| 506          | 80        | Ze zásady žádné city      | Marián Kleis        | Lucie Konášová a Magdaléna Bittnerová            | 19. června 2014    | 1,645                       |

### Desátá řada (2014–2015)
| Č. v seriálu | Č. v řadě | Název                       | Režie               | Scénář                                           | Datum premiéry     | Sledovanost (v mil. diváků) |
| ------------ | --------- | --------------------------- | ------------------- | ------------------------------------------------ | ------------------ | --------------------------- |
| 507          | 1         | Svatba jako řemen           | Marián Kleis        | Lucie Konášová a David Litvák                    | 26. srpen 2014     | 1,494                       |
| 508          | 2         | Dveře do ráje               | Marián Kleis        | Evita Naušová a Magdaléna Bittnerová             | 28. srpen 2014     | 1,461                       |
| 509          | 3         | Tvůj první smrťák           | Jana Rezková        | Ivo & Eva Pelantovi a Magdaléna Bittnerová       | 2. září 2014       | 1,537                       |
| 510          | 4         | Už jsi v tom                | Jana Rezková        | Magda Wdowyczynová a Magdaléna Bittnerová        | 4. září 2014       | 1,481                       |
| 511          | 5         | Konečně doma                | Jana Rezková        | Magda Wdowyczynová a René Decastelo              | 9. září 2014       | 1,378                       |
| 512          | 6         | První bojovej šrám          | Jana Rezková        | Ivo & Eva Pelantovi a René Decastelo             | 11. září 2014      | 1,458                       |
| 513          | 7         | Zády těsně u zdi            | Magdaléna Pivoňková | Lucie Konášová a Magdaléna Bittnerová            | 16. září 2014      | 1,480                       |
| 514          | 8         | Není pták jako pták         | Magdaléna Pivoňková | Lucie Konášová a Magdaléna Bittnerová            | 18. září 2014      | 1,472                       |
| 515          | 9         | Ukradená DNA                | Magdaléna Pivoňková | Magda Wdowyczynová a René Decastelo              | 23. září 2014      | 1,538                       |
| 516          | 10        | Jsem tady pro tebe          | Magdaléna Pivoňková | Evita Naušová a René Decastelo                   | 25. září 2014      | 1,566                       |
| 517          | 11        | Heslo Zdenička              | Jana Rezková        | Ivo Pelant, Eva Pelantová a Magdaléna Bittnerová | 30. září 2014      | 1,574                       |
| 518          | 12        | Uvězněná                    | Marián Kleis        | Ivo & Eva Pelantovi                              | 2. října 2014      | 1,513                       |
| 519          | 13        | Jak se co dělá              | Jana Rezková        | Magda Wdowyczynová a David Litvák                | 7. října 2014      | 1,512                       |
| 520          | 14        | Konečné řešení              | Marián Kleis        | Roman Kopřivík a David Litvák                    | 9. října 2014      | 1,485                       |
| 521          | 15        | Lekce číslo jedna           | Marián Kleis        | Evita Naušová a Magdaléna Bittnerová             | 14. října 2014     | 1,591                       |
| 522          | 16        | Hlavně to nevzdávej         | Marián Kleis        | Magda Wdowyczynová a Magdaléna Bittnerová        | 16. října 2014     | 1,515                       |
| 523          | 17        | Už to bude dobrý            | Jana Rezková        | Lucie Konášová a David Litvák                    | 21. října 2014     | 1,494                       |
| 524          | 18        | Alfa samci nastupují        | Jana Rezková        | Lucie Konášová a David Litvák                    | 23. října 2014     | 1,512                       |
| 525          | 19        | Den držkopádů               | Magdaléna Pivoňková | Ivo & Eva Pelantovi a Magdaléna Bittnerová       | 28. října 2014     | 1,462                       |
| 526          | 20        | Lež má krátké nohy          | Magdaléna Pivoňková | Ivo & Eva Pelantovi a Magdaléna Bittnerová       | 30. října 2014     | 1,637                       |
| 527          | 21        | Hurá do Egypta!             | Magdaléna Pivoňková | Magda Wdowyczynová a Magdaléna Bittnerová        | 4. listopadu 2014  | 1,571                       |
| 528          | 22        | Přesně podle plánu          | Magdaléna Pivoňková | Roman Kopřivík a Magdaléna Bittnerová            | 6. listopadu 2014  | 1,474                       |
| 529          | 23        | Pravý táta                  | Marián Kleis        | Lucie Konášová a Magdaléna Bittnerová            | 11. listopadu 2014 | 1,514                       |
| 530          | 24        | Mám tě moc ráda, ale...     | Marián Kleis        | Lucie Konášová a Magdaléna Bittnerová            | 13. listopadu 2014 | 1,520                       |
| 531          | 25        | Marodi se nesmějou          | Marián Kleis        | Magda Wdowyczynová a David Litvák                | 18. listopadu 2014 | 1,535                       |
| 532          | 26        | Skleněná past               | Marián Kleis        | Evita Naušová a David Litvák                     | 20. listopadu 2014 | 1,539                       |
| 533          | 27        | Poslední láska              | Jana Rezková        | Magdaléna Bittnerová a Ivo & Eva Pelantovi       | 25. listopadu 2014 | 1,520                       |
| 534          | 28        | Tohle je válka              | Jana Rezková        | Magdaléna Bittnerová a Ivo & Eva Pelantovi       | 27. listopadu 2014 | 1,480                       |
| 535          | 29        | Kazisvět                    | Jana Rezková        | David Litvák a Magda Wdowyczynová                | 2. prosince 2014   | 1,623                       |
| 536          | 30        | Peklo až na věky            | Jana Rezková        | David Litvák a Roman Kopřivík                    | 4. prosince 2014   | 1,612                       |
| 537          | 31        | Nezabouchnout zadní vrátka  | Magdaléna Pivoňková | Lucie Konášová a Magdaléna Bittnerová            | 9. prosince 2014   | 1,588                       |
| 538          | 32        | To já jsem ji zabil         | Magdaléna Pivoňková | Lucie Konášová a Magdaléna Bittnerová            | 11. prosince 2014  | 1,608                       |
| 539          | 33        | Vánoční Anděl               | Magdaléna Pivoňková | Magda Wdowyczynová a Magdaléna Bittnerová        | 16. prosince 2014  | 1,556                       |
| 540          | 34        | Ježíšek je génius           | Magdaléna Pivoňková | Evita Naušová a Magdaléna Bittnerová             | 18. prosince 2014  | 1,586                       |
| 541          | 35        | Dej mi znamení              | Marián Kleis        | Ivo & Eva Pelantová a David Litvák               | 13. ledna 2015     | 1,641                       |
| 542          | 36        | Střízlivý nás nedostanou    | Marián Kleis        | Ivo & Eva Pelantová a David Litvák               | 15. ledna 2015     | 1,592                       |
| 543          | 37        | Sokyně v lásce              | Marián Kleis        | Magda Wdowyczynová a Magdaléna Bittnerová        | 20. ledna 2015     | 1,652                       |
| 544          | 38        | Jenom přátelé               | Marián Kleis        | Roman Kopřivík a Magdaléna Bittnerová            | 22. ledna 2015     | 1,595                       |
| 545          | 39        | Nejlepší máma na světě      | Jana Rezková        | Lucie Konášová a David Litvák                    | 27. ledna 2015     | 1,643                       |
| 546          | 40        | Šťastné poslední dny        | Jana Rezková        | Lucie Konášová a David Litvák                    | 29. ledna 2015     | 1,630                       |
| 547          | 41        | Bude ze mě pracháč          | Jana Rezková        | Magda Wdowyczynová a Magdaléna Bittnerová        | 3. února 2015      | 1,636                       |
| 548          | 42        | Hra na život                | Jana Rezková        | Evita Naušová a Magdaléna Bittnerová             | 5. února 2015      | 1,612                       |
| 549          | 43        | Srdcový král                | Jiří Chlumský       | Ivo & Eva Pelantovi a Magdaléna Bittnerová       | 10. února 2015     | 1,533                       |
| 550          | 44        | Šťastnej chlap              | Jiří Chlumský       | Ivo & Eva Pelantovi a Magdaléna Bittnerová       | 12. února 2015     | 1,555                       |
| 551          | 45        | Oni, nebo já                | Jiří Chlumský       | Magda Wdowyczynová a Magdaléna Bittnerová        | 17. února 2015     | 1,603                       |
| 552          | 46        | Zkouška dospělosti          | Jiří Chlumský       | Roman Kopřivík a Magdaléna Bittnerová            | 19. února 2015     | 1,631                       |
| 553          | 47        | Dočasné řešení              | Marián Kleis        | Lucie Konášová a David Litvák                    | 24. února 2015     | 1,677                       |
| 554          | 48        | Andělé strážní              | Marián Kleis        | Lucie Konášová a David Litvák                    | 26. února 2015     | 1,758                       |
| 555          | 49        | Příběh jako pro Hollywood   | Marián Kleis        | Petra Ušelová a Magdaléna Bittnerová             | 3. března 2015     | 1,707                       |
| 556          | 50        | Jako bumerang               | Marián Kleis        | Evita Naušová a Magdaléna Bittnerová             | 5. března 2015     | 1,563                       |
| 557          | 51        | Zpověď                      | Jiří Chlumský       | Ivo Pelant, Eva Pelantová a Magdaléna Bittnerová | 10. března 2015    | 1,572                       |
| 558          | 52        | Srážka s blbcem             | Jiří Chlumský       | Ivo Pelant, Eva Pelantová a Magdaléna Bittnerová | 12. března 2015    | 1,627                       |
| 559          | 53        | Žij a nech žít              | Jiří Chlumský       | Magda Wdowyczynová a Magdaléna Bittnerová        | 17. března 2015    | 1,655                       |
| 560          | 54        | Naděje na přežití           | Jiří Chlumský       | Roman Kopřivík a Magdaléna Bittnerová            | 19. března 2015    | 1,614                       |
| 561          | 55        | Proti všem                  | Jana Rezková        | Lucie Konášová a David Litvák                    | 24. března 2015    | 1,657                       |
| 562          | 56        | Režim jako řemen            | Jana Rezková        | Lucie Konášová a David Litvák                    | 26. března 2015    | 1,618                       |
| 563          | 57        | Hrdinové nekradou           | Jana Rezková        | Magda Wdowyczynová a Magdaléna Bittnerová        | 31. března 2015    | 1,433                       |
| 564          | 58        | Převozník                   | Jana Rezková        | Evita Naušová a Magdaléna Bittnerová             | 2. dubna 2015      | 1,530                       |
| 565          | 59        | Padni, komu padni           | Marián Kleis        | Ivo Pelant a David Litvák                        | 7. dubna 2015      | 1,628                       |
| 566          | 60        | Horší už to nebude          | Marián Kleis        | Ivo Pelant a David Litvák                        | 9. dubna 2015      | 1,694                       |
| 567          | 61        | Tohle není konec            | Marián Kleis        | Magda Wdowyczynová a Magdaléna Bittnerová        | 14. dubna 2015     | 1,554                       |
| 568          | 62        | Zlatej člověk               | Marián Kleis        | Roman Kopřivík a Magdaléna Bittnerová            | 16. dubna 2015     | 1,543                       |
| 569          | 63        | Zlatej důl                  | Marián Kleis        | Lucie Konášová a David Litvák                    | 21. dubna 2015     | 1,515                       |
| 570          | 64        | Jen formální manželství     | Marián Kleis        | Lucie Konášová a David Litvák                    | 23. dubna 2015     | 1,489                       |
| 571          | 65        | Všechno je jednou poprvé    | Marián Kleis        | Ivo Pelant a Magdaléna Bittnerová                | 28. dubna 2015     | 1,637                       |
| 572          | 66        | Zloděj mezi námi            | Marián Kleis        | Evita Naušová a Magdaléna Bittnerová             | 30. dubna 2015     | 1,246                       |
| 573          | 67        | Blecho, kde jsi?            | Jana Rezková        | Ivo Pelant a David Litvák                        | 5. května 2015     | 1,644                       |
| 574          | 68        | Třetí míza                  | Jana Rezková        | Ivo Pelant a David Litvák                        | 7. května 2015     | 1,480                       |
| 575          | 69        | Já to nevzdám               | Jana Rezková        | Magda Wdowyczynová a Maagdaléna Bittnerová       | 12. května 2015    | 1,198                       |
| 576          | 70        | Děkuju, sestřičko!          | Jana Rezková        | Roman Kopřivík a Magdaléna Bittnerová            | 14. května 2015    | 1,099                       |
| 577          | 71        | Kamínek pro štěstí          | Jiří Chlumský       | Lucie Konášová a David Litvák                    | 19. května 2015    | 1,531                       |
| 578          | 72        | Překvapení za překvapením   | Jiří Chlumský       | Lucie Konášová a David Litvák                    | 21. května 2015    | 1,568                       |
| 579          | 73        | Silná trojka                | Jiří Chlumský       | Evita Naušová a David Litvák                     | 26. května 2015    | 1,541                       |
| 580          | 74        | Láska nepočká               | Jiří Chlumský       | Evita Naušová a Magdaléna Bittnerová             | 28. května 2015    | 1,502                       |
| 581          | 75        | Mám naději                  | Marián Kleis        | Magda Wdowyczynová a Magdaléna Bittnerová        | 2. června 2015     | 1,431                       |
| 582          | 76        | Valčík pro primářku         | Marián Kleis        | Magda Wdowyczynová a Magdaléna Bittnerová        | 4. června 2015     | 1,409                       |
| 583          | 77        | Boží mlýny melou pomalu     | Marián Kleis        | Ivo Pelant a David Litvák                        | 9. června 2015     | 1,563                       |
| 584          | 78        | Výjimečný trest             | Marián Kleis        | Roman Kopřivík a David Litvák                    | 11. června 2015    | 1,401                       |
| 585          | 79        | Vítej doma, bráško          | Magdaléna Pivoňková | Lucie Konášová a Magdaléna Bittnerová            | 16. června 2015    | 1,437                       |
| 586          | 80        | Každý účet se musí zaplatit | Magdaléna Pivoňková | Lucie Konášová a Magdaléna Bittnerová            | 18. června 2015    | 1,424                       |

### Jedenáctá řada (2015–2016)
| Č. v seriálu | Č. v řadě | Název                      | Režie               | Scénář                                             | Datum premiéry     | Sledovanost (v mil. diváků) |
| ------------ | --------- | -------------------------- | ------------------- | -------------------------------------------------- | ------------------ | --------------------------- |
| 587          | 1         | Říkám NE!                  | Magdaléna Pivoňková | Magda Wdowyczynová a David Litvák                  | 25. srpen 2015     | 1,250                       |
| 588          | 2         | Peklo nezabíjí             | Magdaléna Pivoňková | Evita Naušová a Magdaléna Bittnerová               | 27. srpen 2015     | 1,282                       |
| 589          | 3         | Jsi vrah, Bobo!            | Jana Rezková        | Ivo Pelant a Magdaléna Bittnerová                  | 1. září 2015       | 1,277                       |
| 590          | 4         | Je to jen sen              | Jana Rezková        | Ivo Pelant a Magdaléna Bittnerová                  | 3. září 2015       | 1,375                       |
| 591          | 5         | Musíme se vzít             | Jana Rezková        | Magda Wdowyczynová a David Litvák                  | 8. září 2015       | 1,373                       |
| 592          | 6         | Konec dobrý, všechno dobré | Jana Rezková        | Roman Kopřivík a David Litvák                      | 10. září 2015      | 1,389                       |
| 593          | 7         | Krušné začátky             | Marián Kleis        | Lucie Konášová a Magdaléna Bittnerová              | 15. září 2015      | 1,333                       |
| 594          | 8         | Mezi dvěma muži            | Marián Kleis        | Lucie Konášová a Magdaléna Bittnerová              | 17. září 2015      | 1,368                       |
| 595          | 9         | Hon na lišku               | Marián Kleis        | Ivo Pelant a David Litvák                          | 22. září 2015      | 1,453                       |
| 596          | 10        | Arsenál krásy              | Marián Kleis        | Evita Naušová a David Litvák                       | 24. září 2015      | 1,440                       |
| 597          | 11        | Sestra Katastrofa          | Magdaléna Pivoňková | Ivo Pelant a Magdaléna Bittnerová                  | 29. září 2015      | 1,387                       |
| 598          | 12        | Hra na lásku               | Magdaléna Pivoňková | Magda Wdowyczynová a Magdaléna Bittnerová          | 1. října 2015      | 1,513                       |
| 599          | 13        | Nemusíš se bát             | Magdaléna Pivoňková | Magda Wdowyczynová a David Litvák                  | 6. října 2015      | 1,353                       |
| 600          | 14        | Tajný milenec              | Magdaléna Pivoňková | Roman Kopřivík a David Litvák                      | 8. října 2015      | 1,531                       |
| 601          | 15        | Na kočičí svědomí          | Marián Kleis        | Lucie Konášová a Magdaléna Bittnerová              | 13. října 2015     | 1,246                       |
| 602          | 16        | Pravda nebo lež?           | Marián Kleis        | Lucie Konášová a Magdaléna Bittnerová              | 15. října 2015     | 1,582                       |
| 603          | 17        | Nevíš dne ani hodiny       | Marián Kleis        | Petra Ušelová a David Litvák                       | 20. října 2015     | 1,375                       |
| 604          | 18        | V nebi                     | Marián Kleis        | Evita Naušová a David Litvák                       | 22. října 2015     | 1,522                       |
| 605          | 19        | Modelka                    | Jana Rezková        | Ivo Pelant a Magdaléna Bittnerová                  | 27. října 2015     | 1,361                       |
| 606          | 20        | Talisman pro štěstí        | Jana Rezková        | Ivo Pelant a Magdaléna Bittnerová                  | 29. října 2015     | 1,464                       |
| 607          | 21        | Budu tě nenávidět          | Jana Rezková        | Magda Wdowyczynová a David Litvák                  | 3. listopadu 2015  | 1,446                       |
| 608          | 22        | Dnes mě neopouštěj!        | Jana Rezková        | Roman Kopřivík a David Litvák                      | 5. listopadu 2015  | 1,599                       |
| 609          | 23        | Rozumný požadavek          | Magdaléna Pivoňková | Lucie Konášová a Magdaléna Bittnerová              | 10. listopadu 2015 | 1,430                       |
| 610          | 24        | Rány pod pás               | Magdaléna Pivoňková | Lucie Konášová a Magdaléna Bittnerová              | 12. listopadu 2015 | 1,609                       |
| 611          | 25        | Už nejsem primářka         | Magdaléna Pivoňková | Petra Ušelová a David Litvák                       | 17. listopadu 2015 | 1,432                       |
| 612          | 26        | Jde o život!               | Magdaléna Pivoňková | Evita Naušová a David Litvák                       | 19. listopadu 2015 | 1,569                       |
| 613          | 27        | Konkurz na playboye        | Marián Kleis        | Ivo Pelant a Magdaléna Bittnerová                  | 24. listopadu 2015 | 1,456                       |
| 614          | 28        | Striptýz                   | Marián Kleis        | Magda Wdowyczynová a Magdaléna Bittnerová          | 26. listopadu 2015 | 1,579                       |
| 615          | 29        | Nejsem jako ty             | Marián Kleis        | Magda Wdowyczynová a David Litvák                  | 1. prosince 2015   | 1,425                       |
| 616          | 30        | Zaručeně naposledy         | Marián Kleis        | Roman Kopřivík a David Litvák                      | 3. prosince 2015   | 1,630                       |
| 617          | 31        | Pohoda a klídek            | Magdaléna Pivoňková | Lucie Konášová a David Litvák                      | 8. prosince 2015   | 1,383                       |
| 618          | 32        | Dokážeme velké věci        | Magdaléna Pivoňková | Petra Ušelová a David Litvák                       | 10. prosince 2015  | 1,532                       |
| 619          | 33        | Krok za krokem             | Magdaléna Pivoňková | Evita Naušová a Magdaléna Bittnerová               | 15. prosince 2015  | 1,599                       |
| 620          | 34        | Všechno nebo nic           | Magdaléna Pivoňková | Ivo Pelant a Magdaléna Bittnerová                  | 17. prosince 2015  | 1,568                       |
| 621          | 35        | Hrdina dne                 | Marián Kleis        | Ivo Pelant a David Litvák                          | 12. ledna 2016     | 1,564                       |
| 622          | 36        | Zastav čas                 | Marián Kleis        | Magda Wdowyczynová a David Litvák                  | 14. ledna 2016     | 1,581                       |
| 623          | 37        | Důkaz naší lásky           | Marián Kleis        | Magda Wdowyczynová a David Litvák                  | 19. ledna 2016     | 1,531                       |
| 624          | 38        | Perfektní plán             | Marián Kleis        | Roman Kopřivík a David Litvák                      | 21. ledna 2016     | 1,521                       |
| 625          | 39        | Zmrtvýchvstání se nekoná   | Jiří Chlumský       | Lucie Konášová a David Litvák                      | 26. ledna 2016     | 1,506                       |
| 626          | 40        | Létající Čestmír           | Jiří Chlumský       | Lucie Konášová a David Litvák                      | 28. ledna 2016     | 1,515                       |
| 627          | 41        | Kočka na divoko            | Jiří Chlumský       | Evita Naušová a David Litvák                       | 2. února 2016      | 1,616                       |
| 628          | 42        | Roztoužený stařík          | Jiří Chlumský       | Petra Ušelová a David Litvák                       | 4. února 2016      | 1,543                       |
| 629          | 43        | Švarc junior               | Marián Kleis        | Ivo Pelant a David Litvák                          | 9. února 2016      | 1,546                       |
| 630          | 44        | Osudná chyba               | Marián Kleis        | Magda Wdowyczynová a David Litvák                  | 11. února 2016     | 1,538                       |
| 631          | 45        | Nejsem na odpis            | Marián Kleis        | Magda Wdowyczynová a Magdaléna Bittnerová          | 16. února 2016     | 1,524                       |
| 632          | 46        | Láska vše překoná          | Marián Kleis        | Roman Kopřivík a Magdaléna Bittnerová              | 18. února 2016     | 1,481                       |
| 633          | 47        | Boj o pozici               | Jiří Chlumský       | Lucie Konášová a David Litvák                      | 23. února 2016     | 1,599                       |
| 634          | 48        | Velké rozhodnutí           | Jiří Chlumský       | Lucie Konášová a David Litvák                      | 25. února 2016     | 1,557                       |
| 635          | 49        | Slepá ulička               | Jiří Chlumský       | Evita Naušová a Magdaléna Bittnerová               | 1. března 2016     | 1,563                       |
| 636          | 50        | Sbohem a šáteček           | Jiří Chlumský       | Ivo Pelant a Magdaléna Bittnerová                  | 3. března 2016     | 1,594                       |
| 637          | 51        | Hodinový test              | Marián Kleis        | Ivo Pelant a Magdaléna Bittnerová                  | 8. března 2016     | 1,635                       |
| 638          | 52        | Azyl jenom pro tebe        | Marián Kleis        | Magda Wdowyczynová a Magdaléna Bittnerová          | 10. března 2016    | 1,604                       |
| 639          | 53        | Šamanka z džungle          | Marián Kleis        | Petra Ušelová a Magdaléna Bittnerová               | 15. března 2016    | 1,591                       |
| 640          | 54        | Jenom kamarádi             | Marián Kleis        | Roman Kopřivík a Magdaléna Bittnerová              | 17. března 2016    | 1,537                       |
| 641          | 55        | Rytíř na bílém koni        | Jiří Chlumský       | Lucie Konášová a Magdaléna Bittnerová              | 22. března 2016    | 1,554                       |
| 642          | 56        | Podivné důkazy             | Jiří Chlumský       | Lucie Konášová a Magdaléna Bittnerová              | 24. března 2016    | 1,362                       |
| 643          | 57        | Muž mého srdce             | Jiří Chlumský       | Evita Naušová a David Litvák                       | 29. března 2016    | 1,516                       |
| 644          | 58        | Proč jsi mi lhal?          | Jiří Chlumský       | Ivo Pelant a David Litvák                          | 31. března 2016    | 1,517                       |
| 645          | 59        | Teď, nebo nikdy            | Marián Kleis        | Ivo Pelant a Magdaléna Bittnerová                  | 5. dubna 2016      | 1,555                       |
| 646          | 60        | Už nic neřekneš            | Marián Kleis        | Magda Wdowyczynová a Magdaléna Bittnerová          | 7. dubna 2016      | 1,586                       |
| 647          | 61        | Musíme čekat               | Marián Kleis        | Petra Ušelová a David Litvák                       | 12. dubna 2016     | 1,581                       |
| 648          | 62        | Nejlepší parťák            | Marián Kleis        | Roman Kopřivík a David Litvák                      | 14. dubna 2016     | 1,555                       |
| 649          | 63        | Za měsíc bude pozdě        | Jaroslav Fuit       | Lucie Konášová a Magdaléna Bittnerová              | 19. dubna 2016     | 1,605                       |
| 650          | 64        | V dobrým i ve zlým         | Jaroslav Fuit       | Lucie Konášová a Magdaléna Bittnerová              | 21. dubna 2016     | 1,551                       |
| 651          | 65        | Hrdino můj!                | Jaroslav Fuit       | Evita Naušová a David Litvák                       | 26. dubna 2016     | 1,640                       |
| 652          | 66        | Z deště pod okap           | Jaroslav Fuit       | Ivo Pelant a David Litvák                          | 28. dubna 2016     | 1,596                       |
| 653          | 67        | Docela malá naděje         | Jiří Chlumský       | Ivo Pelant a David Litvák                          | 3. května 2016     | 1,632                       |
| 654          | 68        | Končím s tebou             | Jiří Chlumský       | Magda Wdowyczynová a David Litvák                  | 5. května 2016     | 1,613                       |
| 655          | 69        | Čas narození, čas smrti    | Jiří Chlumský       | Ivo Pelant a Magdaléna Bittnerová                  | 10. května 2016    | 1,608                       |
| 656          | 70        | Musíš se přiznat           | Jiří Chlumský       | Magda Wdowyczynová a Magdaléna Bittnerová          | 12. května 2016    | 1,587                       |
| 657          | 71        | Pravé peklo                | Marián Kleis        | Lucie Konášová a David Litvák                      | 17. května 2016    | 1,667                       |
| 658          | 72        | Pomalý příliv vzpomínek    | Marián Kleis        | Lucie Konášová a David Litvák                      | 19. května 2016    | 1,636                       |
| 659          | 73        | Dárek na rozloučenou       | Marián Kleis        | Evita Naušová a David Litvák                       | 24. května 2016    | 1,736                       |
| 660          | 74        | Spěte sladce, pánové       | Marián Kleis        | Ivo Pelant a David Litvák                          | 26. května 2016    | 1,601                       |
| 661          | 75        | Nevěsta z Ugandy           | Jaroslav Fuit       | Ivo Pelant a Magdaléna Bittnerová                  | 31. května 2016    | 1,641                       |
| 662          | 76        | Nápoj lásky                | Jaroslav Fuit       | Magda Wdowyczynová a Magdaléna Bittnerová          | 2. června 2016     | 1,689                       |
| 663          | 77        | Nikdy tě nepustím          | Jaroslav Fuit       | Magda Wdowyczynová a Magdaléna Bittnerová          | 7. června 2016     | 1,611                       |
| 664          | 78        | Musíš odejít               | Jaroslav Fuit       | Lucie Paulová, Petra Ušelová a David Litvák        | 9. června 2016     | 1,573                       |
| 665          | 79        | Pořád na tebe myslím       | Marián Kleis        | Magdaléna Bittnerová, Lucie Konášová a Jan Gardner | 14. června 2016    | 1,625                       |
| 666          | 80        | Chlívek nebo sklípek?      | Marián Kleis        | Lucie Konášová a Jan Gardner                       | 16. června 2016    | 1,561                       |

### Dvanáctá řada (2016–2017)
| Č. v seriálu | Č. v řadě | Název                              | Režie               | Scénář                                 | Datum premiéry     | Sledovanost (v mil. diváků) |
| ------------ | --------- | ---------------------------------- | ------------------- | -------------------------------------- | ------------------ | --------------------------- |
| 667          | 1         | Vítej na světě                     | Marián Kleis        | Irena Obermannová a Lucie Bokšteflová  | 30. srpen 2016     | 1,311                       |
| 668          | 2         | Není všem dnům konec               | Marián Kleis        | Ivo Pelant a Lucie Bokšteflová         | 1. září 2016       | 1,298                       |
| 669          | 3         | Bratr XXL                          | Marián Kleis        | Ivo Pelant a Jan Gardner               | 6. září 2016       | 1,411                       |
| 670          | 4         | Díky za přejetí                    | Marián Kleis        | Magda Wdowyczynová a Jan Gardner       | 8. září 2016       | 1,280                       |
| 671          | 5         | Na lepší časy                      | Marián Kleis        | Ivo Pelant a Lucie Bokšteflová         | 13. září 2016      | 1,339                       |
| 672          | 6         | Rande naslepo                      | Marián Kleis        | Petra Ušelová a Lucie Bokšteflová      | 15. září 2016      | 1,290                       |
| 673          | 7         | Remíza po první třetině            | Magdaléna Pivoňková | Lucie Konášová a Jan Gardner           | 20. září 2016      | 1,414                       |
| 674          | 8         | Pohádka na dobrou noc              | Magdaléna Pivoňková | Lucie Konášová a Jan Gardner           | 22. září 2016      | 1,335                       |
| 675          | 9         | Letní mazlíček                     | Magdaléna Pivoňková | Petra Ušelová a Lucie Bokšteflová      | 27. září 2016      | 1,311                       |
| 676          | 10        | Recept na život                    | Magdaléna Pivoňková | Irena Obermannová a Lucie Bokšteflová  | 29. září 2016      | 1,369                       |
| 677          | 11        | Kamión plný peněz                  | Marián Kleis        | Ivo Pelant a Jan Gardner               | 4. října 2016      | 1,466                       |
| 678          | 12        | Vendeta                            | Marián Kleis        | Ivo Pelant a Jan Gardner               | 6. října 2016      | 1,456                       |
| 679          | 13        | Největší Donchuán                  | Marián Kleis        | Magda Wdowyczynová a Lucie Bokšteflová | 11. října 2016     | 1,423                       |
| 680          | 14        | Líbánky v Paříži                   | Marián Kleis        | Lucie Konášová a Lucie Bokšteflová     | 13. října 2016     | 1,436                       |
| 681          | 15        | Jsi ve vodě, tak plav              | Marián Kleis        | Lucie Konášová a Jan Gardner           | 18. října 2016     | 1,508                       |
| 682          | 16        | Čenda má problém                   | Marián Kleis        | Lucie Konášová a Jan Gardner           | 20. října 2016     | 1,356                       |
| 683          | 17        | Zákrok na míru                     | Marián Kleis        | Petra Ušelová a Lucie Bokšteflová      | 25. října 2016     | 1,441                       |
| 684          | 18        | Báječnej plán                      | Marián Kleis        | Irena Obermannová a Lucie Bokšteflová  | 27. října 2016     | 1,281                       |
| 685          | 19        | Změna je život                     | Marián Kleis        | Ivo Pelant a Jan Gardner               | 1. listopadu 2016  | 1,439                       |
| 686          | 20        | Konec legendy                      | Marián Kleis        | Ivo Pelant a Jan Gardner               | 3. listopadu 2016  | 1,461                       |
| 687          | 21        | Zlodějka                           | Marián Kleis        | Magda Wdowyczynová a Jan Gardner       | 8. listopadu 2016  | 1,451                       |
| 688          | 22        | Rande století                      | Marián Kleis        | Roman Kopřivík a Jan Gardner           | 10. listopadu 2016 | 1,434                       |
| 689          | 23        | Není všem dnům konec               | Kryštof Hanzlík     | Ivo Pelant a Lucie Bokšteflová         | 15. listopadu 2016 | 1,467                       |
| 690          | 24        | Změna je život                     | Kryštof Hanzlík     | Ivo Pelant a Lucie Bokšteflová         | 17. listopadu 2016 | 1,419                       |
| 691          | 25        | Raritní případ                     | Kryštof Hanzlík     | Petra Ušelová a Lucie Bokšteflová      | 22. listopadu 2016 | 1,501                       |
| 692          | 26        | Živé vzpomínky                     | Kryštof Hanzlík     | Lucie Konášová a Lucie Bokšteflová     | 24. listopadu 2016 | 1,472                       |
| 693          | 27        | Vzdálená příbuzná                  | Marián Kleis        | Roman Kopřivík a Jan Gardner           | 29. listopadu 2016 | 1,462                       |
| 694          | 28        | Hledám muže při těle               | Marián Kleis        | Magda Wdowyczynová a Jan Gardner       | 1. prosince 2016   | 1,422                       |
| 695          | 29        | Bratr a sestra                     | Marián Kleis        | Roman Kopřivík a Lucie Bokšteflová     | 6. prosince 2016   | 1,464                       |
| 696          | 30        | Superman nikdy nespí               | Marián Kleis        | Lucie Konášová a Lucie Bokšteflová     | 8. prosince 2016   | 1,495                       |
| 697          | 31        | Už jsme velký holky                | Jaroslav Fuit       | Ivo Pelant a Jan Gardner               | 13. prosince 2016  | 1,516                       |
| 698          | 32        | Tonoucí se stébla chytá            | Jaroslav Fuit       | Ivo Pelant a Jan Gardner               | 15. prosince 2016  | 1,469                       |
| 699          | 33        | Vaše noci mají křídla              | Jaroslav Fuit       | Irena Obermannová a Lucie Bokšteflová  | 20. prosince 2016  | 1,367                       |
| 700          | 34        | Hodně štěstí, Ježíšku              | Jaroslav Fuit       | Irena Obermannová a Lucie Bokšteflová  | 22. prosince 2016  | 1,311                       |
| 701          | 35        | Láska za všechny peníze            | Marián Kleis        | Lucie Konášová a Jan Gardner           | 10. ledna 2017     | 1,598                       |
| 702          | 36        | Vyhlášení války                    | Marián Kleis        | Lucie Konášová a Jan Gardner           | 12. ledna 2017     | 1,584                       |
| 703          | 37        | Kmotr popleta                      | Marián Kleis        | Magda Wdowyczynová a Lucie Bokšteflová | 17. ledna 2017     | 1,515                       |
| 704          | 38        | Zrzavý kocourek                    | Marián Kleis        | Roman Kopřivík a Lucie Bokšteflová     | 19. ledna 2017     | 1,421                       |
| 705          | 39        | Poněkud větší rajón                | Marián Kleis        | Ivo Pelant a Lucie Bokšteflová         | 24. ledna 2017     | 1,470                       |
| 706          | 40        | Pořádný stroj pro pořádnýho chlapa | Marián Kleis        | Ivo Pelant a Lucie Bokšteflová         | 26. ledna 2017     | 1,413                       |
| 707          | 41        | Operace za zásluhy                 | Marián Kleis        | Petra Ušelová a Jan Gardner            | 31. ledna 2017     | 1,435                       |
| 708          | 42        | Hlavně nebýt sami                  | Marián Kleis        | Irena Obermannová a Jan Gardner        | 2. února 2017      | 1,369                       |
| 709          | 43        | Snoubenka                          | Kryštof Hanzlík     | Lucie Konášová a Lucie Bokšteflová     | 7. února 2017      | 1,432                       |
| 710          | 44        | Petice                             | Kryštof Hanzlík     | Lucie Konášová a Lucie Bokšteflová     | 9. února 2017      | 1,374                       |
| 711          | 45        | Růžová budoucnost                  | Kryštof Hanzlík     | Jan Gardner a Magda Wdowyczynová       | 14. února 2017     | 1,438                       |
| 712          | 46        | Chyba v plánu                      | Kryštof Hanzlík     | Roman Kopřivík a Jan Gardner           | 16. února 2017     | 1,415                       |
| 713          | 47        | Promiň, tohle ne!                  | Braňo Holiček       | Ivo Pelant a Lucie Bokšleftová         | 21. února 2017     | 1,417                       |
| 714          | 48        | To jsem se krásně rozčílila!       | Braňo Holiček       | Ivo Pelant a Lucie Bokšleftová         | 23. února 2017     | 1,408                       |
| 715          | 49        | Ona je jak magnet!                 | Braňo Holiček       | Petra Ušelová a Jan Gardner            | 28. února 2017     | 1,387                       |
| 716          | 50        | Chlap za pět melounů               | Braňo Holiček       | Irena Obermannová a Jan Gardner        | 2. března 2017     | 1,409                       |
| 717          | 51        | Světlo na konci tunelu             | Jaroslav Fuit       | Lucie Konášová a Lucie Bokšteflová     | 7. března 2017     | 1,463                       |
| 718          | 52        | Ať žije revoluce!                  | Jaroslav Fuit       | Lucie Konášová a Lucie Bokšteflová     | 9. března 2017     | 1,515                       |
| 719          | 53        | Vezmeš si mě?                      | Jaroslav Fuit       | Magda Wdowyczynová a Jan Gardner       | 14. března 2017    | 1,461                       |
| 720          | 54        | Šance na nový život                | Jaroslav Fuit       | Roman Kopřivík a Jan Gardner           | 16. března 2017    | 1,430                       |
| 721          | 55        | Kdo pomůže doktorům?               | Jiří Andrle         | Ivo Pelant a Lucie Bokšteflová         | 21. března 2017    | 1,450                       |
| 722          | 56        | Křest ohněm                        | Jiří Andrle         | Ivo Pelant a Lucie Bokšteflová         | 23. března 2017    | 1,403                       |
| 723          | 57        | Uražená ješitnost                  | Jiří Andrle         | Petra Ušelová a Jan Gardner            | 28. března 2017    | 1,212                       |
| 724          | 58        | Trosečníci                         | Jiří Andrle         | Irena Obermannová a Jan Gardner        | 30. března 2017    | 1,198                       |
| 725          | 59        | Radši tě zabiju                    | Marián Kleis        | Lucie Konášová a Lucie Bokšteflová     | 4. dubna 2017      | 1,214                       |
| 726          | 60        | Vzhůru mezi elitu                  | Marián Kleis        | Lucie Konášová a Lucie Bokšteflová     | 6. dubna 2017      | 1,257                       |
| 727          | 61        | Plné doznání                       | Marián Kleis        | Magda Wdowyczynová a Jan Gardner       | 11. dubna 2017     | 1,225                       |
| 728          | 62        | Nejlepší táta na světě             | Marián Kleis        | Roman Kopřivík a Jan Gardner           | 13. dubna 2017     | 1,177                       |
| 729          | 63        | S vámi je radost umírat!           | Jaroslav Fuit       | Ivo Pelant a Lucie Bokšteflová         | 18. dubna 2017     | 1,229                       |
| 730          | 64        | Občanská válka v Kamenici          | Jaroslav Fuit       | Ivo Pelant a Lucie Bokšteflová         | 20. dubna 2017     | 1,188                       |
| 731          | 65        | Bezmocný chudák                    | Jaroslav Fuit       | Petra Ušelová a Lucie Bokšteflová      | 25. dubna 2017     | 1,274                       |
| 732          | 66        | Místo pro neklidnou duši           | Jaroslav Fuit       | Irena Obermannová a Lucie Bokšteflová  | 27. dubna 2017     | 1,182                       |
| 733          | 67        | Boží znamení                       | Kryštof Hanzlík     | Lucie Konášová a Jan Gardner           | 2. května 2017     | 1,210                       |
| 734          | 68        | Hodně štěstí, Edo!                 | Kryštof Hanzlík     | Lucie Konášová a Jan Gardner           | 4. května 2017     | 1,225                       |
| 735          | 69        | Už tě nemiluju                     | Kryštof Hanzlík     | Magda Wdowyczynová a Lucie Bokšteflová | 9. května 2017     | 1,175                       |
| 736          | 70        | Zakázané ovoce                     | Kryštof Hanzlík     | Roman Kopřivík a Lucie Bokšteflová     | 11. května 2017    | 1,144                       |
| 737          | 71        | Rytíř na bílém koni                | Braňo Holiček       | Ivo Pelant a Jan Gardner               | 16. května 2017    | 1,059                       |
| 738          | 72        | Profesorova slečna                 | Braňo Holiček       | Ivo Pelant a Jan Gardner               | 18. května 2017    | 1,061                       |
| 739          | 73        | City nejsou morální?               | Braňo Holiček       | Petra Ušelová a Jan Gardner            | 23. května 2017    | 1,190                       |
| 740          | 74        | V poutech                          | Braňo Holiček       | Irena Obermannová a Jan Gardner        | 25. května 2017    | 1,160                       |
| 741          | 75        | Vyšetřování                        | Marián Kleis        | Lucie Konášová a Lucie Bokšteflová     | 30. května 2017    | 1,198                       |
| 742          | 76        | Neúměrné riziko                    | Marián Kleis        | Lucie Konášová a Lucie Bokšteflová     | 1. června 2017     | 1,122                       |
| 743          | 77        | Před sebou neutečeš                | Marián Kleis        | Magda Wdowyczynová a Jan Gardner       | 6. června 2017     | 1,177                       |
| 744          | 78        | Domácí puťka                       | Marián Kleis        | Zdeněk Viktora a Jan Gardner           | 8. června 2017     | 1,003                       |
| 745          | 79        | Viděl jsem anděla                  | Jaroslav Fuit       | Ivo Pelant a Lucie Bokšteflová         | 13. června 2017    | 1,117                       |
| 746          | 80        | Jak žijí milionáři                 | Jaroslav Fuit       | Ivo Pelant a Lucie Bokšteflová         | 15. června 2017    | 1,104                       |

### Třináctá řada (2017–2018)
| Č. v seriálu | Č. v řadě | Název                         | Režie           | Scénář                                 | Datum premiéry     | Sledovanost (v mil. diváků) |
| ------------ | --------- | ----------------------------- | --------------- | -------------------------------------- | ------------------ | --------------------------- |
| 747          | 1         | Siroteček                     | Jaroslav Fuit   | Petra Ušelová a Jan Gardner            | 22. srpna 2017     | 0,905                       |
| 748          | 2         | Sněz, co můžeš                | Jaroslav Fuit   | Magda Wdowyczynová a Jan Gardner       | 24. srpna 2017     | 0,893                       |
| 749          | 3         | Zpátky do života              | Marián Kleis    | Lucie Konášová a Lucie Bokšteflová     | 29. srpna 2017     | 1,022                       |
| 750          | 4         | Jsme na to sami               | Marián Kleis    | Lucie Konášová a Lucie Bokšteflová     | 31. srpna 2017     | 0,937                       |
| 751          | 5         | Stávka bude!                  | Marián Kleis    | Magda Wdowyczynová a Jan Gardner       | 5. září 2017       | 0,995                       |
| 752          | 6         | Dobrou noc                    | Marián Kleis    | Zdeněk Viktora a Jan Gardner           | 7. září 2017       | 1,093                       |
| 753          | 7         | Plavky sebou, dámo!           | Braňo Holiček   | Ivo Pelant a Lucie Bokšteflová         | 12. září 2017      | 1,058                       |
| 754          | 8         | Tři desetiny sestry           | Braňo Holiček   | Ivo Pelant a Lucie Bokšteflová         | 14. září 2017      | 1,046                       |
| 755          | 9         | Drž se                        | Braňo Holiček   | Petra Ušelová a Jan Gardner            | 19. září 2017      | 1,131                       |
| 756          | 10        | Pro dobrotu na žebrotu        | Braňo Holiček   | Roman Kopřivík a Jan Gardner           | 21. září 2017      | 1,139                       |
| 757          | 11        | Život za život                | Marián Kleis    | Lucie Konášová a Lucie Bokšteflová     | 26. září 2017      | 1,089                       |
| 758          | 12        | Růžové vtípky                 | Marián Kleis    | Lucie Konášová a Lucie Bokšteflová     | 28. září 2017      | 1,009                       |
| 759          | 13        | Operace bez záruky            | Marián Kleis    | Magda Wdowyczynová a Jan Gardner       | 3. října 2017      | 1,050                       |
| 760          | 14        | Druhá šance                   | Marián Kleis    | Zdeněk Viktora a Jan Gardner           | 5. října 2017      | 1,190                       |
| 761          | 15        | Vlez mi na záda               | Kryštof Hanzlík | Ivo Pelant a Lucie Bokšteflová         | 10. října 2017     | 1,237                       |
| 762          | 16        | Den plný pádů                 | Kryštof Hanzlík | Ivo Pelant a Lucie Bokšteflová         | 12. října 2017     | 1,208                       |
| 763          | 17        | Poslední kapka                | Kryštof Hanzlík | Petra Ušelová a Jan Gardner            | 17. října 2017     | 1,168                       |
| 764          | 18        | Teď, anebo nikdy!             | Kryštof Hanzlík | Roman Kopřivík a Jan Gardner           | 24. října 2017     | 1,166                       |
| 765          | 19        | Život jde dál                 | Marián Kleis    | Lucie Konášová a Lucie Bokšteflová     | 26. října 2017     | 1,130                       |
| 766          | 20        | Návrat ztracené dcery         | Marián Kleis    | Lucie Konášová a Lucie Bokšteflová     | 31. října 2017     | 1,154                       |
| 767          | 21        | Posila na baterky             | Marián Kleis    | Magda Wdowyczynová a Jan Gardner       | 2. listopadu 2017  | 1,159                       |
| 768          | 22        | Nenaštvat krajtu              | Marián Kleis    | Zdeněk Viktora a Jan Gardner           | 7. listopadu 2017  | 1,213                       |
| 769          | 23        | Rodinná terapie               | Braňo Holiček   | Ivo Pelant a Lucie Bokšteflová         | 9. listopadu 2017  | 1,239                       |
| 770          | 24        | Holka na jedno použití        | Braňo Holiček   | Ivo Pelant a Lucie Bokšteflová         | 14. listopadu 2017 | 1,215                       |
| 771          | 25        | Zoufalá ženská                | Braňo Holiček   | Petra Ušelová a Jan Gardner            | 16. listopadu 2017 | 1,100                       |
| 772          | 26        | Pěkná divočina                | Braňo Holiček   | Roman Kopřivík a Jan Gardner           | 21. listopadu 2017 | 1,169                       |
| 773          | 27        | Nikdy ti neodpustím           | Marián Kleis    | Lucie Konášová a Lucie Bokšteflová     | 23. listopadu 2017 | 1,163                       |
| 774          | 28        | Mezi dvěma muži               | Marián Kleis    | Lucie Konášová a Lucie Bokšteflová     | 28. listopadu 2017 | 1,181                       |
| 775          | 29        | Láska bez závazků             | Marián Kleis    | Magda Wdowyczynová a Jan Gardner       | 30. listopadu 2017 | 1,168                       |
| 776          | 30        | Velký návrat                  | Marián Kleis    | Zdeněk Viktora a Jan Gardner           | 5. prosince 2017   | 1,226                       |
| 777          | 31        | Život se s námi nemazlí       | Jiří Chlumský   | Ivo Pelant a Jan Gardner               | 7. prosince 2017   | 1,247                       |
| 778          | 32        | Tohle je pod pás              | Jiří Chlumský   | Ivo Pelant a Jan Gardner               | 12. prosince 2017  | 1,387                       |
| 779          | 33        | Hlavně že žiješ!              | Jiří Chlumský   | Petra Ušelová a Lucie Bokšteflová      | 14. prosince 2017  | 1,235                       |
| 780          | 34        | V hodině dvanácté             | Jiří Chlumský   | Roman Kopřivík a Lucie Bokšteflová     | 19. prosince 2017  | 1,323                       |
| 781          | 35        | Padesát na padesát            | Kryštof Hanzlík | Lucie Konášová a Jan Gardner           | 9. ledna 2018      | 1,145                       |
| 782          | 36        | Druhá šance                   | Kryštof Hanzlík | Lucie Konášová a Jan Gardner           | 11. ledna 2018     | 1,129                       |
| 783          | 37        | Všichni jsme cvoci            | Kryštof Hanzlík | Zdeněk Viktora a Lucie Bokšteflová     | 16. ledna 2018     | 1,202                       |
| 784          | 38        | Smím prosit?                  | Kryštof Hanzlík | Zdeněk Viktora a Lucie Bokšteflová     | 18. ledna 2018     | 1,143                       |
| 785          | 39        | Kdo si hraje, nezlobí         | Marián Kleis    | Ivo Pelant a Jan Gardner               | 23. ledna 2018     | 0,864                       |
| 786          | 40        | Žiju jenom pro tebe           | Marián Kleis    | Ivo Pelant a Jan Gardner               | 25. ledna 2018     | 0,762                       |
| 787          | 41        | Jsme na to dva!               | Marián Kleis    | Petra Ušelová a Lucie Bokšteflová      | 30. ledna 2018     | 1,152                       |
| 788          | 42        | Pořád mi lžeš!                | Marián Kleis    | Petra Ušelová a Lucie Bokšteflová      | 1. února 2018      | 1,189                       |
| 789          | 43        | Otec číslo jedna              | Marián Kleis    | Jan Gardner a Lucie Konášová           | 6. února 2018      | 1,142                       |
| 790          | 44        | Správná biomatka              | Marián Kleis    | Lucie Konášová a Jan Gardner           | 8. února 2018      | 1,108                       |
| 791          | 45        | Zapomeň na city               | Marián Kleis    | Magda Wdowyczynová a Lucie Bokšteflová | 13. února 2018     | 1,159                       |
| 792          | 46        | Nemáš na výběr                | Marián Kleis    | Zdeněk Viktora a Lucie Bokšteflová     | 15. února 2018     | 1,095                       |
| 793          | 47        | Jsem ti moc vděčná            | Braňo Holiček   | Ivo Pelant a Jan Gardner               | 20. února 2018     | 1,162                       |
| 794          | 48        | Vražedná kombinace            | Braňo Holiček   | Ivo Pelant a Jan Gardner               | 22. února 2018     | 1,135                       |
| 795          | 49        | Férová nabídka                | Braňo Holiček   | Petra Ušelová a Lucie Bokšteflová      | 27. února 2018     | 1235                        |
| 796          | 50        | Geniální plán                 | Braňo Holiček   | Magda Wdowyczynová a Lucie Bokšteflová | 1. března 2018     | 1,133                       |
| 797          | 51        | Musíš se s tím smířit         | Jaroslav Fuit   | Lucie Konášová a Jan Gardner           | 6. března 2018     | 1,179                       |
| 798          | 52        | Jeden průšvih za druhým       | Jaroslav Fuit   | Lucie Konášová a Jan Gardner           | 8. března 2018     | 1,105                       |
| 799          | 53        | Mám jenom tebe                | Jaroslav Fuit   | Magda Wdowyczynová a Lucie Bokšteflová | 13. března 2018    | 1,142                       |
| 800          | 54        | Tak hodně štěstí!             | Jaroslav Fuit   | Zdeněk Viktora a Lucie Bokšteflová     | 15. března 2018    | 1,123                       |
| 801          | 55        | Volaný účastník je nedostupný | Braňo Holiček   | Ivo Pelant a Jan Gardner               | 20. března 2018    | 1,133                       |
| 802          | 56        | Budeme se usmívat             | Braňo Holiček   | Ivo Pelant a Jan Gardner               | 22. března 2018    | 1,116                       |
| 803          | 57        | Honorář za mlčení             | Braňo Holiček   | Petra Ušelová a Lucie Bokšteflová      | 27. března 2018    | 1,129                       |
| 804          | 58        | Nulová šance                  | Braňo Holiček   | Magda Wdowyczynová a Jan Gardner       | 29. března 2018    | 1,105                       |
| 805          | 59        | Jedna ovečka za druhou        | Marián Kleis    | Lucie Konášová a Jan Gardner           | 3. dubna 2018      | 1,156                       |
| 806          | 60        | Musím zapomenout              | Marián Kleis    | Lucie Konášová a Jan Gardner           | 5. dubna 2018      | 1,120                       |
| 807          | 61        | Můj táta je frajer            | Marián Kleis    | Magda Wdowyczynová a Lucie Bokšteflová | 10. dubna 2018     | 1,108                       |
| 808          | 62        | Nejlepší ženská na světě      | Marián Kleis    | Zdeněk Viktora a Lucie Bokšteflová     | 12. dubna 2018     | 1,097                       |
| 809          | 63        | Pět minut po dvanáctý         | Kryštof Hanzlík | Ivo Pelant a Jan Gardner               | 17. dubna 2018     | 1,083                       |
| 810          | 64        | Za vším hledej ženu           | Kryštof Hanzlík | Ivo Pelant a Jan Gardner               | 19. dubna 2018     | 1,049                       |
| 811          | 65        | Případ Pokorná                | Kryštof Hanzlík | Petra Ušelová a Lucie Bokšteflová      | 24. dubna 2018     | 1,056                       |
| 812          | 66        | Moje poslední přání           | Kryštof Hanzlík | Petra Ušelová a Lucie Bokšteflová      | 26. dubna 2018     | 1,026                       |
| 813          | 67        | Hodně štěstí, Bibi            | Marián Kleis    | Lucie Konášová a Lucie Bokšteflová     | 1. května 2018     | 1,060                       |
| 814          | 68        | Věřím jenom tobě              | Marián Kleis    | Lucie Konášová a Lucie Bokšteflová     | 3. května 2018     | 1,084                       |
| 815          | 69        | Nejsem Bůh                    | Marián Kleis    | Magda Wdowyczynová a Lucie Bokšteflová | 8. května 2018     | 0,842                       |
| 816          | 70        | Už žádný války                | Marián Kleis    | Zdeněk Viktora a Lucie Bokšteflová     | 10. května 2018    | 0,777                       |
| 817          | 71        | Karle, ty jsi zešílel!        | Jaroslav Fuit   | Ivo Pelant a Lucie Bokšteflová         | 15. května 2018    | 1,059                       |
| 818          | 72        | Po nás potopa                 | Jaroslav Fuit   | Ivo Pelant a Lucie Bokšteflová         | 17. května 2018    | 1,059                       |
| 819          | 73        | Andreo, bojuj!                | Jaroslav Fuit   | Petra Ušelová a Lucie Bokšteflová      | 22. května 2018    | 1,084                       |
| 820          | 74        | Neber mi naději               | Jaroslav Fuit   | Magda Wdowyczynová a Jan Gardner       | 24. května 2018    | 1,095                       |
| 821          | 75        | Ona, nebo my!                 | Braňo Holiček   | Lucie Konášová a Lucie Bokšteflová     | 29. května 2018    | 1,050                       |
| 822          | 76        | Sbohem, Andreo                | Braňo Holiček   | Lucie Konášová a Lucie Bokšteflová     | 31. května 2018    | 1,014                       |
| 823          | 77        | Podvod                        | Braňo Holiček   | Magda Wdowyczynová a Jan Gardner       | 5. června 2018     | 1,016                       |
| 824          | 78        | Druhá šance                   | Braňo Holiček   | Zdeněk Viktora a Jan Gardner           | 7. června 2018     | 0,997                       |
| 825          | 79        | Zelená skákavá potvora        | Jaroslav Fuit   | Ivo Pelant a Lucie Bokšteflová         | 12. června 2018    | 1,047                       |
| 826          | 80        | Všechno je jinak              | Jaroslav Fuit   | Ivo Pelant a Lucie Bokšteflová         | 14. června 2018    | 1,095                       |

### Čtrnáctá řada (2018–2019)
| Č. v seriálu | Č. v řadě | Název                        | Režie           | Scénář                                  | Datum premiéry     | Sledovanost (v mil. diváků) |
| ------------ | --------- | ---------------------------- | --------------- | --------------------------------------- | ------------------ | --------------------------- |
| 827          | 1         | Tajný kandidát               | Jaroslav Fuit   | Petra Ušelová a Jan Gardner             | 28. srpna 2018     | 0,949                       |
| 828          | 2         | Táta do deště                | Jaroslav Fuit   | Magda Wdowyczynová a Jan Gardner        | 30. srpna 2018     | 0,965                       |
| 829          | 3         | Dva tatínkové                | Marián Kleis    | Lucie Konášová a Jan Gardner            | 4. září 2018       | 0,995                       |
| 830          | 4         | Všechny splněné sny          | Marián Kleis    | Lucie Konášová a Jan Gardner            | 6. září 2018       | 0,999                       |
| 831          | 5         | Doktor Čuně                  | Marián Kleis    | Magda Wdowyczynová a Lucie Bokšteflová  | 11. září 2018      | 0,977                       |
| 832          | 6         | Život na prvním místě        | Marián Kleis    | Zdeněk Viktora a Ladislav Karpianus     | 13. září 2018      | 1,041                       |
| 833          | 7         | U vody si lidi tykaj         | Marián Kleis    | Ivo Pelant a Jan Gardner                | 18. září 2018      | 0,983                       |
| 834          | 8         | Jako věrnej pes              | Marián Kleis    | Ivo Pelant a Jan Gardner                | 20. září 2018      | 1,044                       |
| 835          | 9         | Buď tu pro mě                | Marián Kleis    | Magda Wdowyczynová a Jan Gardner        | 25. září 2018      | 1,086                       |
| 836          | 10        | Jako na návštěvě             | Marián Kleis    | Petra Ušelová a Ladislav Karpianus      | 27. září 2018      | 1,006                       |
| 837          | 11        | Dárek z lásky                | Braňo Holiček   | Magda Wdowyczynová a Jan Gardner        | 2. října 2018      | 1,066                       |
| 838          | 12        | Krásné nové začátky          | Braňo Holiček   | Lucie Konášová a Jan Gardner            | 4. října 2018      | 1,117                       |
| 839          | 13        | Test důvěry                  | Braňo Holiček   | Magda Wdowyczynová a Ladislav Karpianus | 9. října 2018      | 1,087                       |
| 840          | 14        | Už mi nelži                  | Braňo Holiček   | Zdeněk Viktora a Lucie Bokšteflová      | 11. října 2018     | 1,065                       |
| 841          | 15        | Baba šitá na míru            | Jaroslav Fuit   | Ivo Pelant a Ladislav Karpianus         | 16. října 2018     | 1,024                       |
| 842          | 16        | Střepy znamenají štěstí      | Jaroslav Fuit   | Ivo Pelant a Lucie Bokšteflová          | 18. října 2018     | 1,070                       |
| 843          | 17        | Do vězení nepůjdu            | Jaroslav Fuit   | Petra Ušelová a Jan Gardner             | 23. října 2018     | 1,036                       |
| 844          | 18        | Útěk do neznáma              | Jaroslav Fuit   | Magda Wdowyczynová a Jan Gardner        | 25. října 2018     | 1,019                       |
| 845          | 19        | Lordi na dovolené            | Braňo Holiček   | Lucie Konášová a Ladislav Karpianus     | 30. října 2018     | 1,045                       |
| 846          | 20        | Já to zvládnu sám            | Braňo Holiček   | Lucie Konášová a Ladislav Karpianus     | 1. listopadu 2018  | 1,062                       |
| 847          | 21        | Láska pro Rytíře             | Braňo Holiček   | Magda Wdowyczynová a Jan Gardner        | 6. listopadu 2018  | 1,080                       |
| 848          | 22        | Spravedlnost                 | Braňo Holiček   | Zdeněk Viktora a Jan Gardner            | 8. listopadu 2018  | 0,998                       |
| 849          | 23        | Smím prosit?                 | Marián Kleis    | Ivo Pelant a Ladislav Karpianus         | 13. listopadu 2018 | 1,108                       |
| 850          | 24        | Jsme na to dva               | Marián Kleis    | Ivo Pelant a Ladislav Karpianus         | 15. listopadu 2018 | 1,036                       |
| 851          | 25        | Nová strategie               | Marián Kleis    | Petra Ušelová a Jan Gardner             | 20. listopadu 2018 | 1,067                       |
| 852          | 26        | Cesta do pekel               | Marián Kleis    | Magda Wdowyczynová a Jan Gardner        | 22. listopadu 2018 | 1,062                       |
| 853          | 27        | Nejlepší nápad               | Jaroslav Fuit   | Lucie Konášová a Ladislav Karpianus     | 27. listopadu 2018 | 1,111                       |
| 854          | 28        | Matka tygřice                | Jaroslav Fuit   | Lucie Konášová a Ladislav Karpianus     | 29. listopadu 2018 | 1,130                       |
| 855          | 29        | Tohle je tvůj konec          | Jaroslav Fuit   | Magda Wdowyczynová a Jan Gardner        | 4. prosince 2018   | 1,145                       |
| 856          | 30        | Anděl má volný ruce          | Jaroslav Fuit   | Zdeněk Viktora a Jan Gardner            | 6. prosince 2018   | 1,121                       |
| 857          | 31        | Chvíle pravdy                | Kryštof Hanzlík | Ivo Pelant a Ladislav Karpianus         | 11. prosince 2018  | 1,126                       |
| 858          | 32        | Prosím tě, neumírej!         | Kryštof Hanzlík | Ivo Pelant a Ladislav Karpianus         | 13. prosince 2018  | 1,087                       |
| 859          | 33        | Musím lhát                   | Kryštof Hanzlík | Magda Wdowyczynová a Jan Gardner        | 18. prosince 2018  | 1,164                       |
| 860          | 34        | Šťastné a veselé             | Kryštof Hanzlík | Petra Ušelová a Jan Gardner             | 20. prosince 2018  | 1,231                       |
| 861          | 35        | Nedráždi hada bosou nohou    | Jaroslav Fuit   | Lucie Konášová a Ladislav Karpianus     | 8. ledna 2019      | 1,212                       |
| 862          | 36        | Naděje umírá poslední        | Jaroslav Fuit   | Michal Jakl a Ladislav Karpianus        | 10. ledna 2019     | 1,190                       |
| 863          | 37        | Šťastná náhoda               | Jaroslav Fuit   | Magda Wdowyczynová a Jan Gardner        | 15. ledna 2019     | 1,085                       |
| 864          | 38        | Noc s osmičkou               | Jaroslav Fuit   | Zdeněk Viktora a Jan Gardner            | 17. ledna 2019     | 1,180                       |
| 865          | 39        | Zadlužený holky mám nejradši | Marián Kleis    | Ivo Pelant a Ladislav Karpianus         | 22. ledna 2019     | 1,162                       |
| 866          | 40        | Ty se mi jenom zdáš!         | Marián Kleis    | Ivo Pelant a Ladislav Karpianus         | 24. ledna 2019     | 1,200                       |
| 867          | 41        | Časy se mění                 | Marián Kleis    | Magda Wdowyczynová a Jan Gardner        | 29. ledna 2019     | 1,185                       |
| 868          | 42        | Čekání na rozsudek           | Marián Kleis    | Petra Ušelová a Jan Gardner             | 31. ledna 2019     | 1,135                       |
| 869          | 43        | Couvání do zdi               | Braňo Holiček   | Lucie Konášová a Ladislav Karpianus     | 5. února 2019      | 1,170                       |
| 870          | 44        | Nejbáječnější rodina         | Braňo Holiček   | Lucie Konášová a Ladislav Karpianus     | 7. února 2019      | 1,102                       |
| 871          | 45        | Dlouhý výlet                 | Braňo Holiček   | Magda Wdowyczynová a Jan Gardner        | 12. února 2019     | 1,101                       |
| 872          | 46        | Stopa                        | Braňo Holiček   | Zdeněk Viktora a Jan Gardner            | 14. února 2019     | 1,181                       |
| 873          | 47        | Zabiju si ji sama            | Marián Kleis    | Ivo Pelant a Ladislav Karpianus         | 19. února 2019     | 1,118                       |
| 874          | 48        | Neškodný úlet                | Marián Kleis    | Magda Wdowyczynová a Ladislav Karpianus | 21. února 2019     | 1,224                       |
| 875          | 49        | Život jde dál                | Marián Kleis    | Michal Jakl a Jan Gardner               | 26. února 2019     | 1,121                       |
| 876          | 50        | Adept na tatínka             | Marián Kleis    | Petra Ušelová a Jan Gardner             | 28. února 2019     | 1,190                       |
| 877          | 51        | Kamenická čarodějka          | Braňo Holiček   | Lucie Konášová a Ladislav Karpianus     | 5. března 2019     | 1,223                       |
| 878          | 52        | Odměna za Haničku            | Braňo Holiček   | Lucie Konášová a Ladislav Karpianus     | 7. března 2019     | 1,221                       |
| 879          | 53        | Vždycky zbývá naděje         | Braňo Holiček   | Magda Wdowyczynová a Jan Gardner        | 12. března 2019    | 1,205                       |
| 880          | 54        | Nápadník                     | Braňo Holiček   | Zdeněk Viktora a Jan Gardner            | 14. března 2019    | 1,183                       |
| 881          | 55        | Rozděl a panuj!              | Marián Kleis    | Ivo Pelant a Ladislav Karpianus         | 19. března 2019    | 1,212                       |
| 882          | 56        | Piha na kráse                | Marián Kleis    | Ivo Pelant a Ladislav Karpianus         | 21. března 2019    | 1,209                       |
| 883          | 57        | Otrávená Rusalka             | Marián Kleis    | Magda Wdowyczynová a Ladislav Karpianus | 26. března 2019    | 1,091                       |
| 884          | 58        | Otevřené rány                | Marián Kleis    | Michal Jakl a Jan Gardner               | 28. března 2019    | 1,164                       |
| 885          | 59        | Horší už to nebude           | Jaroslav Fuit   | Lucie Konášová a Ladislav Karpianus     | 2. dubna 2019      | 1,102                       |
| 886          | 60        | Taneční večer                | Jaroslav Fuit   | Michal Jakl a Jan Gardner               | 4. dubna 2019      | 1,128                       |
| 887          | 61        | Karty nelžou                 | Jaroslav Fuit   | Magda Wdowyczynová a Jan Gardner        | 9. dubna 2019      | 1,205                       |
| 888          | 62        | Sonáta pro Heluš             | Jaroslav Fuit   | Zdeněk Viktora a Jan Gardner            | 11. dubna 2019     | 1,128                       |
| 889          | 63        | Horší než první světová      | Braňo Holiček   | Ivo Pelant a Ladislav Karpianus         | 16. dubna 2019     | 1,095                       |
| 890          | 64        | Bar u řvoucího Beníka        | Braňo Holiček   | Ivo Pelant a Ladislav Karpianus         | 18. dubna 2019     | 0,986                       |
| 891          | 65        | Dobrá smrt                   | Braňo Holiček   | Magda Wdowyczynová a Ladislav Karpianus | 23. dubna 2019     | 1,139                       |
| 892          | 66        | Falešná naděje               | Braňo Holiček   | Petra Ušelová a Jan Gardner             | 25. dubna 2019     | 1,097                       |
| 893          | 67        | Říkej mi mami                | Jaroslav Fuit   | Lucie Konášová a Ladislav Karpianus     | 30. dubna 2019     | 1,047                       |
| 894          | 68        | Nikdo nás nerozdělí          | Jaroslav Fuit   | Lucie Konášová a Ladislav Karpianus     | 2. května 2019     | 1,195                       |
| 895          | 69        | Pět minut po dvanácté        | Jaroslav Fuit   | Magda Wdowyczynová a Jan Gardner        | 7. května 2019     | 1,168                       |
| 896          | 70        | Nejlepší den                 | Jaroslav Fuit   | Zdeněk Viktora a Jan Gardner            | 9. května 2019     | 1,201                       |
| 897          | 71        | Svět se zbláznil!            | Braňo Holiček   | Ivo Pelant a Ladislav Karpianus         | 14. května 2019    | 1,153                       |
| 898          | 72        | Slepé uličky                 | Braňo Holiček   | Michal Jakl a Ladislav Karpianus        | 16. května 2019    | 0,843                       |
| 899          | 73        | Nemilý překvápko             | Braňo Holiček   | Magda Wdowyczynová a Jan Gardner        | 21. května 2019    | 1,048                       |
| 900          | 74        | Smrtelný virus               | Braňo Holiček   | Petra Ušelová a Jan Gardner             | 23. května 2019    | 0,814                       |
| 901          | 75        | Druhá šance                  | Marián Kleis    | Lucie Konášová a Ladislav Karpianus     | 28. května 2019    | 1,146                       |
| 902          | 76        | Minulost nezměním            | Marián Kleis    | Michal Jakl a Ladislav Karpianus        | 30. května 2019    | 1,111                       |
| 903          | 77        | Blázen, nebo vrah            | Marián Kleis    | Magda Wdowyczynová a Jan Gardner        | 4. června 2019     | 1,089                       |
| 904          | 78        | Mám strach                   | Marián Kleis    | Zdeněk Viktora a Jan Gardner            | 6. června 2019     | 1,072                       |
| 905          | 79        | Svatbu si vzít nenechám!     | Jaroslav Fuit   | Ivo Pelant a Ladislav Karpianus         | 11. června 2019    | 1,082                       |
| 906          | 80        | Konečně ano                  | Jaroslav Fuit   | Magda Wdowyczynová a Ladislav Karpianus | 13. června 2019    | 1,066                       |

### Patnáctá řada (2019–2020)
| Č. v seriálu | Č. v řadě | Název                     | Režie             | Scénář                                  | Datum premiéry     | Sledovanost (v mil. diváků) |
| ------------ | --------- | ------------------------- | ----------------- | --------------------------------------- | ------------------ | --------------------------- |
| 907          | 1         | Úspěšná premiéra          | Jaroslav Fuit     | Petra Ušelová a Jan Gardner             | 27. srpna 2019     | 0,921                       |
| 908          | 2         | Třešnička na dortu        | Jaroslav Fuit     | Ivo Pelant a Jan Gardner                | 29. srpna 2019     | 0,870                       |
| 909          | 3         | Přijela pouť              | Marián Kleis      | Lucie Konášová a Ladislav Karpianus     | 3. září 2019       | 0,986                       |
| 910          | 4         | Drsná holka               | Marián Kleis      | Lucie Konášová a Ladislav Karpianus     | 5. září 2019       | 0,981                       |
| 911          | 5         | Máma na zapřenou          | Marián Kleis      | Magda Wdowyczynová a Jan Gardner        | 10. září 2019      | 1,024                       |
| 912          | 6         | Druhá šance               | Marián Kleis      | Zdeněk Viktora a Jan Gardner            | 12. září 2019      | 1,002                       |
| 913          | 7         | Den blbec                 | Marián Kleis      | Ivo Pelant a Ladislav Karpianus         | 17. září 2019      | 1,062                       |
| 914          | 8         | Špitálová premiéra        | Marián Kleis      | Magda Wdowyczynová a Ladislav Karpianus | 19. září 2019      | 1,014                       |
| 915          | 9         | Bachařka ze záchranky     | Marián Kleis      | Petra Ušelová a Vendula Hlásková        | 24. září 2019      | 1,053                       |
| 916          | 10        | Pomáhat se nevyplácí      | Marián Kleis      | Michal Jakl a Magdaléna Bittnerová      | 26. září 2019      | 1,057                       |
| 917          | 11        | Absolutní nula            | Braňo Holiček     | Lucie Konášová a Ladislav Karpianus     | 1. října 2019      | 1,048                       |
| 918          | 12        | Kolaps                    | Braňo Holiček     | Magda Wdowyczynová a Ladislav Karpianus | 3. října 2019      | 1,036                       |
| 919          | 13        | Na všechno sám            | Braňo Holiček     | Magda Wdowyczynová a Jan Gardner        | 8. října 2019      | 1,114                       |
| 920          | 14        | Jenom kamarádi            | Braňo Holiček     | Zdeněk Viktora a Jan Gardner            | 10. října 2019     | 1,081                       |
| 921          | 15        | Pavouci přinášej štěstí   | Kryštof Hanzlík   | Ivo Pelant a Ladislav Karpianus         | 15. října 2019     | 1,061                       |
| 922          | 16        | Na to není omluva         | Kryštof Hanzlík   | Ivo Pelant a Ladislav Karpianus         | 17. října 2019     | 1,081                       |
| 923          | 17        | Na ostří touhy            | Kryštof Hanzlík   | Michal Jakl a Jan Gardner               | 22. října 2019     | 1,081                       |
| 924          | 18        | Chladnokrevná bestie      | Kryštof Hanzlík   | Petra Ušelová a Jan Gardner             | 24. října 2019     | 1,049                       |
| 925          | 19        | Nebezpečí                 | Marián Kleis      | Lucie Konášová a Ladislav Karpianus     | 29. října 2019     | 1,064                       |
| 926          | 20        | Sbohem, Adame             | Marián Kleis      | Lucie Konášová a Ladislav Karpianus     | 31. října 2019     | 1,090                       |
| 927          | 21        | Zlomené srdce             | Marián Kleis      | Magda Wdowyczynová a Jan Gardner        | 5. listopadu 2019  | 1,045                       |
| 928          | 22        | Rande                     | Marián Kleis      | Zdeněk Viktora a Jan Gardner            | 7. listopadu 2019  | 1,081                       |
| 929          | 23        | Budu máma i táta          | Kryštof Hanzlík   | Ivo Pelant a Jan Gardner                | 12. listopadu 2019 | 1,115                       |
| 930          | 24        | Lék na lásku              | Kryštof Hanzlík   | Michal Jakl a Jan Gardner               | 14. listopadu 2019 | 1,075                       |
| 931          | 25        | Strašně moc               | Kryštof Hanzlík   | Magda Wdowyczynová a Ladislav Karpianus | 19. listopadu 2019 | 1,113                       |
| 932          | 26        | Chytit příležitost        | Kryštof Hanzlík   | Petra Ušelová a Ladislav Karpianus      | 21. listopadu 2019 | 1,011                       |
| 933          | 27        | Falešné obvinění          | Branislav Holiček | Lucie Konášová a Jan Gardner            | 26. listopadu 2019 | 1,090                       |
| 934          | 28        | Zázrak                    | Branislav Holiček | Magda Wdowyczynová a Jan Gardner        | 28. listopadu 2019 | 1,072                       |
| 935          | 29        | Nemám co ztratit          | Branislav Holiček | Michal Jakl a Ladislav Karpianus        | 3. prosince 2019   | 1,067                       |
| 936          | 30        | Návštěva z Ameriky        | Branislav Holiček | Zdeněk Viktora a Ladislav Karpianus     | 5. prosince 2019   | 1,092                       |
| 937          | 31        | Už sis užil dost          | Marián Kleis      | Ivo Pelant a Ladislav Karpianus         | 10. prosince 2019  | 1,103                       |
| 938          | 32        | Překvapení!               | Marián Kleis      | Magda Wdowyczynová a Ladislav Karpianus | 12. prosince 2019  | 1,069                       |
| 939          | 33        | Je to za námi             | Marián Kleis      | Petra Ušelová a Jan Gardner             | 17. prosince 2019  | 1,082                       |
| 940          | 34        | Jednou jsme rodina        | Marián Kleis      | Ivo Pelant a Jan Gardner                | 19. prosince 2019  | 1,110                       |
| 941          | 35        | Příliš pozdě              | Branislav Holiček | Lucie Konášová a Ladislav Karpianus     | 7. ledna 2020      | 1,067                       |
| 942          | 36        | Pravidla                  | Branislav Holiček | Zdeněk Viktora a Ladislav Karpianus     | 9. ledna 2020      | 1,078                       |
| 943          | 37        | Nejlepší šéf na světě     | Branislav Holiček | Magda Wdowyczynová a Jan Gardner        | 14. ledna 2020     | 0,925                       |
| 944          | 38        | Milionová sázka           | Branislav Holiček | Magda Wdowyczynová a Jan Gardner        | 16. ledna 2020     | 0,922                       |
| 945          | 39        | Fantomová bolest          | Marián Kleis      | Michal Jakl a Ladislav Karpianus        | 21. ledna 2020     | 0,881                       |
| 946          | 40        | Sto osmdesát dva dní      | Marián Kleis      | Ivo Pelant a Ladislav Karpianus         | 23. ledna 2020     | 0,874                       |
| 947          | 41        | Chci umřít                | Marián Kleis      | Vendula Hlásková a Jan Gardner          | 28. ledna 2020     | 0,876                       |
| 948          | 42        | Neviditelný vrah          | Marián Kleis      | Petra Ušelová a Jan Gardner             | 30. ledna 2020     | 0,921                       |
| 949          | 43        | Bezmoc                    | Kryštof Hanzlík   | Lucie Konášová a Jan Gardner            | 4. února 2020      | 0,915                       |
| 950          | 44        | Složitý svět              | Kryštof Hanzlík   | Michal Jakl a Jan Gardner               | 6. února 2020      | 0,933                       |
| 951          | 45        | Bolestivé entrée          | Kryštof Hanzlík   | Magda Wdowyczynová a Ladislav Karpianus | 11. února 2020     | 0,864                       |
| 952          | 46        | Říct pravdu               | Kryštof Hanzlík   | Zdeněk Viktora a Ladislav Karpianus     | 13. února 2020     | 0,857                       |
| 953          | 47        | Jasná výzva               | Branislav Holiček | Petra Ušelová a Jan Gardner             | 18. února 2020     | 0,899                       |
| 954          | 48        | Takže mě tam nechceš?     | Branislav Holiček | Petra Ušelová a Jan Gardner             | 20. února 2020     | 0,915                       |
| 955          | 49        | Záplaty                   | Branislav Holiček | Michal Jakl a Jan Gardner               | 25. února 2020     | 0,930                       |
| 956          | 50        | Méně je více              | Branislav Holiček | Michal Jakl a Jan Gardner               | 27. února 2020     | 0,895                       |
| 957          | 51        | Slavná operace            | Marián Kleis      | Lucie Konášová a Ladislav Karpianus     | 3. března 2020     | 0,922                       |
| 958          | 52        | Záškolák                  | Marián Kleis      | Magda Wdowyczynová a Ladislav Karpianus | 5. března 2020     | 0,937                       |
| 959          | 53        | Byla to chyba             | Marián Kleis      | Petra Ušelová a Ladislav Karpianus      | 10. března 2020    | 0,924                       |
| 960          | 54        | Nejlepší chirurg na světě | Marián Kleis      | Zdeněk Viktora a Ladislav Karpianus     | 12. března 2020    | 0,941                       |
| 961          | 55        | Tma pod svícnem           | Branislav Holiček | Lucie Konášová a Jan Gardner            | 17. března 2020    | 0,980                       |
| 962          | 56        | Můj dům, tvůj dům         | Branislav Holiček | Michal Jakl a Jan Gardner               | 19. března 2020    | 0,893                       |
| 963          | 57        | V šest u dvou koček       | Branislav Holiček | Ivo Pelant a Jan Gardner                | 24. března 2020    | 0,909                       |
| 964          | 58        | Já si tě vzít nenechám    | Branislav Holiček | Ivo Pelant a Jan Gardner                | 26. března 2020    | 1,112                       |
| 965          | 59        | Hippokratova přísaha      | Jaroslav Fuit     | Lucie Konášová a Ladislav Karpianus     | 31. března 2020    | 0,991                       |
| 966          | 60        | Mojí nejmilovanější       | Jaroslav Fuit     | Petra Ušelová a Ladislav Karpianus      | 2. dubna 2020      | 1,169                       |
| 967          | 61        | Syndrom barona prášila    | Jaroslav Fuit     | Magda Wdowyczynová a Jan Gardner        | 7. dubna 2020      | 0,952                       |
| 968          | 62        | Nesmíš to vzdát           | Jaroslav Fuit     | Zdeněk Viktora a Ladislav Karpianus     | 9. dubna 2020      | 1,073                       |

### Šestnáctá řada (2020–2021)
- Přímo navazuje na 15. řadu, poprvé se vysílá pouze ve čtvrtek.
- Děj epizod 969 do 986 se odehrává od dubna 2020 do července 2020.
- Děj epizod od 987 se odehrává od konce srpna 2020.
- Tato řada byla finální na televizních obrazovkách, v červnu 2021 seriál skončil na TV Nova, od září 2021 se přesunul na Voyo.[688]

| Č. v seriálu | Č. v řadě | Název                        | Režie             | Scénář                                                    | Datum premiéry     | Sledovanost (v mil. diváků) |
| ------------ | --------- | ---------------------------- | ----------------- | --------------------------------------------------------- | ------------------ | --------------------------- |
| 969          | 1         | Vizita bude u vás            | Kryštof Hanzlík   | Ivo Pelant a Vendula Hlásková                             | 27. srpna 2020     | 0,660                       |
| 970          | 2         | Vzbuď se!                    | Kryštof Hanzlík   | Michal Jakl a Vendula Hlásková                            | 27. srpna 2020     | 0,618                       |
| 971          | 3         | Poslední přání               | Kryštof Hanzlík   | Petra Ušelová a Jan Gardner                               | 3. září 2020       | 0,713                       |
| 972          | 4         | Je čas jít                   | Kryštof Hanzlík   | Magda Wdowyczynová a Jan Gardner                          | 3. září 2020       | 0,619                       |
| 973          | 5         | Život a smrt                 | Branislav Holiček | Lucie Konášová a Ladislav Karpianus                       | 10. září 2020      | 0,716                       |
| 974          | 6         | Show začíná                  | Branislav Holiček | Magda Wdowyczynová a Ladislav Karpianus                   | 10. září 2020      | 0,691                       |
| 975          | 7         | Na dně                       | Branislav Holiček | Magda Wdowyczynová a Jan Gardner                          | 17. září 2020      | 0,701                       |
| 976          | 8         | Milenci jako dřív            | Branislav Holiček | Zdeněk Viktora a Jan Gardner                              | 17. září 2020      | 0,641                       |
| 977          | 9         | Lepší měnit šaty než ženicha | Marián Kleis      | Ivo Pelant a Ladislav Karpianus                           | 24. září 2020      | 0,690                       |
| 978          | 10        | Ty se chceš rozejít?         | Marián Kleis      | Petra Ušelová a Ladislav Karpianus                        | 24. září 2020      | 0,662                       |
| 979          | 11        | Srdeční příhody              | Marián Kleis      | Michal Jakl a Jan Gardner                                 | 1. října 2020      | 0,748                       |
| 980          | 12        | Ne znamená ne!               | Marián Kleis      | Lucie Konášová a Jan Gardner                              | 1. října 2020      | 0,829                       |
| 981          | 13        | Život jde dál                | Jaroslav Fuit     | Lucie Konášová a Ladislav Karpianus                       | 8. října 2020      | 0,797                       |
| 982          | 14        | Je to venku                  | Jaroslav Fuit     | Magda Wdowyczynová a Ladislav Karpianus                   | 8. října 2020      | 0,717                       |
| 983          | 15        | Doktor Střevo                | Jaroslav Fuit     | Petra Ušelová a Jan Gardner                               | 15. října 2020     | 0,773                       |
| 984          | 16        | Podezření                    | Jaroslav Fuit     | Zdeněk Viktora a Jan Gardner                              | 15. října 2020     | 0,803                       |
| 985          | 17        | Svatba                       | Jaroslav Fuit     | Lucie Konášová a Ladislav Karpianus                       | 22. října 2020     | 0,825                       |
| 986          | 18        | Hlavní podezřelý             | Jaroslav Fuit     | Magda Wdowyczynová a Ladislav Karpianus                   | 22. října 2020     | 0,907                       |
| 987          | 19        | Nemocnice to jsem já         | Branislav Holiček | Ivo Pelant a Jan Gardner                                  | 29. října 2020     | 0,835                       |
| 988          | 20        | Martine, vzpomeň si!         | Branislav Holiček | Petra Ušelová a Jan Gardner                               | 29. října 2020     | 0,888                       |
| 989          | 21        | Vzpomeň si                   | Branislav Holiček | Michal Jakl a Ladislav Karpianus                          | 5. listopadu 2020  | 0,885                       |
| 990          | 22        | Klid, paní Šillerová         | Branislav Holiček | Magda Wdowyczynová a Ladislav Karpianus                   | 5. listopadu 2020  | 0,940                       |
| 991          | 23        | Pomsta                       | Marián Kleis      | Petra Ušelová a Jan Gardner                               | 12. listopadu 2020 | 0,890                       |
| 992          | 24        | Nemůžu tě ztratit!           | Marián Kleis      | Lucie Konášová a Jan Gardner                              | 12. listopadu 2020 | 0,998                       |
| 993          | 25        | Těším se na vaše ano         | Marián Kleis      | Lucie Konášová a Ladislav Karpianus                       | 19. listopadu 2020 | 0,886                       |
| 994          | 26        | Na útěku                     | Marián Kleis      | Magda Wdowyczynová a Ladislav Karpianus                   | 19. listopadu 2020 | 0,900                       |
| 995          | 27        | Proč mi tak pomáháte?        | Branislav Holiček | Zdeněk Viktora a Jan Gardner                              | 26. listopadu 2020 | 0,843                       |
| 996          | 28        | Poslední šance               | Branislav Holiček | Petra Ušelová a Jan Gardner                               | 26. listopadu 2020 | 0,847                       |
| 997          | 29        | Jako smyslů zbavená          | Branislav Holiček | Ivo Pelant a Ladislav Karpianus                           | 3. prosince 2020   | 0,826                       |
| 998          | 30        | Anděl strážný                | Branislav Holiček | Lucie Konášová a Ladislav Karpianus                       | 3. prosince 2020   | 0,880                       |
| 999          | 31        | Mega za svobodu              | Kryštof Hanzlík   | Magda Wdowyczynová a Jan Gardner                          | 10. prosince 2020  | 0,824                       |
| 1000         | 32        | Vítejte zpátky               | Kryštof Hanzlík   | Michal Jakl a Jan Gardner                                 | 10. prosince 2020  | 0,885                       |
| 1001         | 33        | Špatný vtip                  | Kryštof Hanzlík   | Lucie Konášová a Ladislav Karpianus                       | 17. prosince 2020  | 0,861                       |
| 1002         | 34        | Nejlepší kámoš               | Kryštof Hanzlík   | Magda Wdowyczynová a Ladislav Karpianus                   | 17. prosince 2020  | 0,901                       |
| 1003         | 35        | Do naha                      | Branislav Holiček | Petra Ušelová a Jan Gardner                               | 7. ledna 2021      | 1,092                       |
| 1004         | 36        | Měla jsi pravdu              | Branislav Holiček | Zdeněk Viktora a Jan Gardner                              | 14. ledna 2021     | 1,001                       |
| 1005         | 37        | Kriminálníci přece nebrečej  | Branislav Holiček | Ivo Pelant a Ladislav Karpianus                           | 21. ledna 2021     | 1,004                       |
| 1006         | 38        | Dvojičky                     | Branislav Holiček | Michal Jakl a Ladislav Karpianus                          | 28. ledna 2021     | 1,011                       |
| 1007         | 39        | Prodáno!                     | Marián Kleis      | Zdeněk Viktora a Kateřina Gardner                         | 4. února 2021      | 0,967                       |
| 1008         | 40        | Jediná naděje                | Marián Kleis      | Magda Wdowyczynová a Jan Gardner                          | 11. února 2021     | 1,003                       |
| 1009         | 41        | Důstojný soupeř              | Marián Kleis      | Lucie Konášová a Kateřina Gardner                         | 18. února 2021     | 0,977                       |
| 1010         | 42        | To není konec                | Marián Kleis      | Magda Wdowyczynová a Kateřina Gardner                     | 25. února 2021     | 0,906                       |
| 1011         | 43        | Dýchej                       | Branislav Holiček | Michal Jakl a Ladislav Karpianus                          | 4. března 2021     | 0,963                       |
| 1012         | 44        | Byl jsi to ty!               | Branislav Holiček | Petra Ušelová a Ladislav Karpianus                        | 11. března 2021    | 0,978                       |
| 1013         | 45        | Stíny minulosti              | Branislav Holiček | Lucie Konášová a Kateřina Gardner                         | 18. března 2021    | 0,961                       |
| 1014         | 46        | Chce to profíka              | Branislav Holiček | Lucie Konášová a Kateřina Gardner                         | 25. března 2021    | 0,986                       |
| 1015         | 47        | Cukr                         | Marián Kleis      | Michal Jakl a Ladislav Karpianus                          | 1. dubna 2021      | 0,912                       |
| 1016         | 48        | Záhadná diagnóza             | Marián Kleis      | Magda Wdowyczynová a Ladislav Karpianus                   | 8. dubna 2021      | 0,963                       |
| 1017         | 49        | Obyčejný kluk                | Marián Kleis      | Lucie Konášová a Jan Gardner                              | 15. dubna 2021     | 0,904                       |
| 1018         | 50        | Nejúžasnější noc             | Marián Kleis      | Zdeněk Viktora a Kateřina Gardner                         | 22. dubna 2021     | 0,934                       |
| 1019         | 51        | Famílie                      | Branislav Holiček | Michal Jakl a Kateřina Gardner                            | 29. dubna 2021     | 0,927                       |
| 1020         | 52        | Chceš to se mnou risknout?   | Branislav Holiček | Petra Ušelová a Kateřina Gardner                          | 6. května 2021     | 0,919                       |
| 1021         | 53        | Takže to je rozchod?         | Branislav Holiček | Petra Ušelová a Kateřina Gardner                          | 13. května 2021    | 0,891                       |
| 1022         | 54        | Je po všem                   | Branislav Holiček | Magda Wdowyczynová a Kateřina Gardner                     | 20. května 2021    | 0,905                       |
| 1023         | 55        | Chci být s tebou             | Jaroslav Fuit     | Michal Jakl a Zdeněk Viktora                              | 27. května 2021    | 0,694                       |
| 1024         | 56        | Táňo!                        | Jaroslav Fuit     | Magdaléna Bittnerová, Lucie Konášová a Ladislav Karpianus | 3. června 2021     | 0,696                       |
| 1025         | 57        | Druhá šance                  | Jaroslav Fuit     | Magdaléna Bittnerová, Jan Gardner a Kateřina Gardner      | 10. června 2021    | 0,909                       |

## Bonusové díly
| Vysíláno k řadě č. | Název                                                       | Režie          | Scénář                                           | Datum premiéry     | Sledovanost (v mil. diváků) |
| ------------------ | ----------------------------------------------------------- | -------------- | ------------------------------------------------ | ------------------ | --------------------------- |
| 3                  | Ordinace – místo štastných lásek aneb Než začneme ordinovat | Jan Pecha      | Jan Pecha                                        | 28. srpna 2008     |                             |
| 5                  | Procházka Růžovou zahradou aneb U nás se žije Ordinací      | Petr Zahrádka  | Petr Zahrádka                                    | 25. srpna 2009     |                             |
| 5                  | Speciální silvestrovský díl                                 | Petr Zahrádka  | Petr Zahrádka                                    | 31. prosince 2009  |                             |
| 6                  | Epochální výlet doktora Mázla                               | Petr Rychlý    | Petr Rychlý                                      | 31. prosince 2010  |                             |
| 6                  | 10 let Ordinace                                             |                |                                                  | 10. února 2011     |                             |
| 16                 | Život ve hvězdách - Ordinace v růžové zahradě 15 let        | Michal Čoudek ️ | Tým OVRZ 2 a Michal Čoudek ️                      | 26. listopadu 2020 | 0,502                       |
| 16                 | Můj svět je tvůj - Ordinace slaví (filmový dokument)        | Rozálie Levá   | Rozálie Levá, Magdaléna Bittnerová a Jan Gardner | 20. května 2021    | 0,650                       |
| 16                 | Život ve hvězdách - Ordinace v růžové zahradě 2 nekončí     | Michal Čoudek ️ | Tým OVRZ 2 a Michal Čoudek ️                      | 10. června 2021    | 0,629                       |